# Населення Волинської губернії
Населення Волинської губернії.

## Чисельність населення

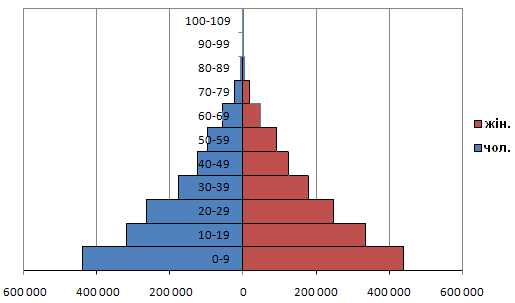
Статево-вікова структура населення Волинської губернії у 1897 р.

Динаміка чисельності населення Волинської губернії:
| Рік  | Населення, тис. осіб | Середньорічний приріст |
| ---- | -------------------- | ---------------------- |
| 1811 | 1212,8               |                        |
| 1838 | 1314,1               | +0,30 %                |
| 1851 | 1469,4               | +0,86 %                |
| 1863 | 1602,7               | +0,73 %                |
| 1867 | 1643,3               | +0,63 %                |
| 1885 | 2196,0               | +1,62 %                |
| 1897 | 2989,5               | +2,60 %                |
| 1904 | 3316,0               | +1,49 %                |
| 1911 | 3758,5               | +1,81 %                |

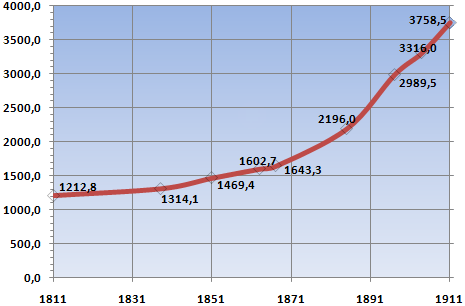
Динаміка населення Волинської губернії, 1811—1911 рр.

Для Волинської губернії, як і для більшості інших губерній імперії, була характерна молода вікова структура населення. За переписом 1897 р. майже 30 % всього населення (879 тис. осіб) були у віці до 9 років, тоді як населення віком старше 60 років налічувалося лише 157 тис. осіб (5,2 %). Медіанний вік населення Волинської губернії становив 18 років (половина населення була молодше 18 років, половина населення — старше). 51,3 % населення губернії (1534 тис. осіб) були молодше 19 років.

## Природний рух
Внаслідок перевищення народжуваності над смертністю, населення Волинської області збільшилося у 1911 р. на 68 780 осіб (18,3 особи на кожну 1000 мешканців). Внаслідок порівняно низької народжуваності, природний приріст серед міського населення поступався приросту сільського населення. Так, у містах народжуваність перевищила смертність всього на 3 708 осіб (11,1 на 1000 мешканців), тоді як у селах — на 65 972 особи (19,3 на 1000 мешканців). У загальній структурі природного приросту 5,4 % припадало на і 94,6 % на сільське та містечкове.

### Народжуваність
Середній показник народжуваності у 1861—1913 рр. становив у Волинській губернії 47,2 народжень на 1000 осіб. За коефіцієнтом народжуваності Волинь посідала 24 місце з 50 губерній європейської Росії.
Динаміка коефіцієнту народжуваності у 1861—1913 рр. (народжень на 1000 населення):
| 1861-1865 | 1866-1870 | 1871-1875 | 1876-1889 | 1881-1885 | 1886-1890 | 1891-1895 | 1896-1900 | 1901-1905 | 1906-1910 | 1911-1913 |
| --------- | --------- | --------- | --------- | --------- | --------- | --------- | --------- | --------- | --------- | --------- |
| 46,9      | 48,0      | 50,0      | 48,6      | 49,1      | 51,5      | 50,8      | 48,0      | 45,2      | 42,0      | 39,5      |

У 1911 р. на території Волинської губернії народилося 151 409 дітей (40,3 на 1000 осіб), зокрема у містах 9 336 дітей (28,0 на 1000 осіб), у селах та містечках — 142 073 дітей (41,5 на 1000 осіб). У загальній кількості народжених на міста припадало 6,2 % народжень, на повітове населення — 93,8 %. Законнонародженими у 1911 р. були 147 684 дітей (97,5 %), незаконнонародженими (позашлюбними) — 3 725 дітей (2,5 %). Позашлюбні народження були більше характерні для міського населення — у 1911 р. там було зафіксовано 549 незаконнонароджених дітей, що становило 5,9 % загальної кількості народжень, тоді як у селах та містечках — 3 176 (2,2 %)
За даними 1910 р. у Волинській губернії на кожен укладений шлюб припадало в середньому 4,7 народжених дітей (середнє по губерніях європейської Росії — 5,3)

### Смертність
Середній показник смертності у 1861—1913 рр. становив 29,6 померлих на 1000 жителів, що на 13 % менше ніж в середньому по європейській частині Російської імперії (34,0 на 1000 жителів). За коефіцієнтом смертності Волинська губернія посідала 14 місце з 50 губерній центральної Росії.
Динаміка коефіцієнту смертності у 1861—1913 рр. (померлих на 1000 населення):
| 1861-1865 | 1866-1870 | 1871-1875 | 1876-1889 | 1881-1885 | 1886-1890 | 1891-1895 | 1896-1900 | 1901-1905 | 1906-1910 | 1911-1913 |
| --------- | --------- | --------- | --------- | --------- | --------- | --------- | --------- | --------- | --------- | --------- |
| 31,8      | 31,6      | 37,0      | 30,7      | 33,5      | 32,4      | 31,1      | 26,5      | 26,2      | 24,0      | 21,0      |

У 1911 р. у губернії було зафіксовано 82 629 смертей, що становило 22,0 випадків на 1000 жителів. Смертність була дещо вищою серед сільського населення, серед якого було зареєстровано 77 001 випадків (22,5 на 1000 осіб), і нижчою — серед жителів міст, 5 628 випадків (16,9 на 1000 осіб).
Близько третини випадків смертей припадали на дітей до 5 років, особливо високою була смертність у віці до 1 року. Проте порівняно з середніми показниками по імперії, стан справ з дитячою смертністю на Волині був задовільний — у 1906—1910 рр. з 1000 народжених у віці до 1 року померли 175 дітей (в середньому по європейських губерніях — 253). Таким чином за показником смертності дітей у віці до 1 року Волинська губернія була серед найкращих і посідала 10 місце з 50 губерній (1 місце — Естляндська губернія 138 померлих дітей у віці до 1 року на 1000 народжених, останнє, 50 місце — Нижньогородська губернія — 340 померлих на 1000 народжених)
|                                     | 1867-1881 | 1886-1897 | 1908-1910 |
| ----------------------------------- | --------- | --------- | --------- |
| Волинська губернія                  | 169       | 187       | 175       |
| 50 губерній європейської частини РІ | 271       | 274       | 253       |

|                                     | 1867-1881 | 1886-1897 | 1908-1910 |
| ----------------------------------- | --------- | --------- | --------- |
| Волинська губернія                  | 350       | 355       | 302       |
| 50 губерній європейської частини РІ | 423       | 432       | 389       |

## Етномовний склад

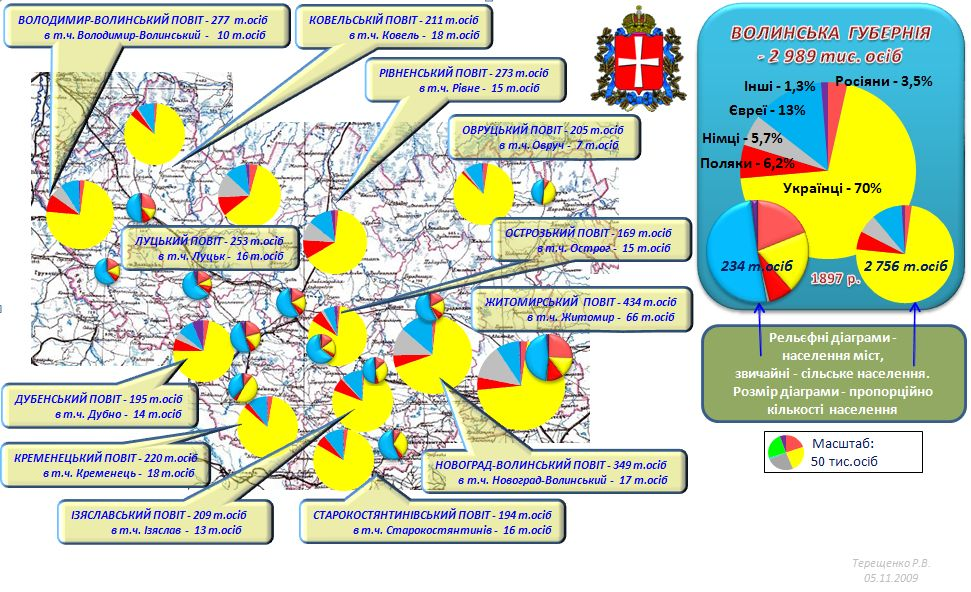
Мовний склад населення повітів Волинської губернії згідно з переписом 1897 року

За працею російського військового статистика Олександра Ріттіха «Племенной состав контингентов русской армии и мужского населения Европейской России» 1875 року частка українців серед чоловіків призовного віку Волинської губернії становила 78,77 %, євреїв — 12,42 %, поляків — 6,62 %, німців — 1,49 %, чехів — 0,38 %, росіян — 0,21 %, циган — 0,05 %, татар — 0,02 %, караїмів — 0,01 %.
Мовний склад населення Волинської губернії за даними перепису 1897 року:
| Мовний склад, 1897 р. | Мовний склад, 1897 р. | Мовний склад, 1897 р. | Мовний склад, 1897 р. | Мовний склад, 1897 р. |
| --------------------- | --------------------- | --------------------- | --------------------- | --------------------- |
| мова                  |                       |                       | відсоток              |                       |
| українська            | українська            |                       | 70.10%                | 70.10%                |
| їдиш                  | їдиш                  |                       | 13.21%                | 13.21%                |
| польська              | польська              |                       | 6.15%                 | 6.15%                 |
| німецька              | німецька              |                       | 5.73%                 | 5.73%                 |
| російська             | російська             |                       | 3.51%                 | 3.51%                 |
| чеська                | чеська                |                       | 0.93%                 | 0.93%                 |
| татарська             | татарська             |                       | 0.13%                 | 0.13%                 |
| білоруська            | білоруська            |                       | 0.13%                 | 0.13%                 |
| інша                  | інша                  |                       | 0.12%                 | 0.12%                 |

Мовний склад населення повітів Волинської губернії за даними перепису 1897 р.
|                             | всього    | українська | українська | єврейська | єврейська | польська | польська | німецька | німецька | російська | російська | чеська | чеська | татарська | татарська | білоруська | білоруська |
| --------------------------- | --------- | ---------- | ---------- | --------- | --------- | -------- | -------- | -------- | -------- | --------- | --------- | ------ | ------ | --------- | --------- | ---------- | ---------- |
| Володимир-Волинський повіт  | 277 265   | 199 871    | 72,1 %     | 28 903    | 10,4 %    | 23 225   | 8,4 %    | 15 739   | 5,7 %    | 7 653     | 2,8 %     | 1 643  | 0,6 %  | 70        |           | 13         |            |
| Дубенський повіт            | 195 058   | 133 086    | 68,2 %     | 22 432    | 11,5 %    | 12 748   | 6,5 %    | 6 942    | 3,6 %    | 8 285     | 4,2 %     | 10 328 | 5,3 %  | 615       | 0,3 %     | 446        | 0,2 %      |
| Житомирський повіт          | 433 859   | 270 729    | 62,4 %     | 61 963    | 14,3 %    | 24 678   | 5,7 %    | 46 922   | 10,8 %   | 25 583    | 5,9 %     | 2 621  | 0,6 %  | 278       | 0,1 %     | 137        |            |
| Заславський повіт           | 208 742   | 160 450    | 76,9 %     | 27 713    | 13,3 %    | 14 608   | 7,0 %    | 1 726    | 0,8 %    | 3 661     | 1,8 %     | 335    | 0,2 %  | 89        |           | 27         |            |
| Ковельський повіт           | 211 493   | 166 032    | 78,5 %     | 25 224    | 11,9 %    | 9 700    | 4,6 %    | 1 920    | 0,9 %    | 7 451     | 3,5 %     | 85     |        | 168       | 0,1 %     | 597        | 0,3 %      |
| Кременецький повіт          | 219 934   | 177 472    | 80,7 %     | 26 887    | 12,2 %    | 6 630    | 3,0 %    | 209      | 0,1 %    | 7 444     | 3,4 %     | 256    | 0,1 %  | 628       | 0,3 %     | 20         |            |
| Луцький повіт               | 252 550   | 143 891    | 57,0 %     | 35 712    | 14,1 %    | 24 504   | 9,7 %    | 30 255   | 12,0 %   | 12 865    | 5,1 %     | 3 818  | 1,5 %  | 969       | 0,4 %     | 292        | 0,1 %      |
| Новоград-Волинський повіт   | 348 950   | 228 537    | 65,5 %     | 54 549    | 15,6 %    | 18 231   | 5,2 %    | 38 201   | 10,9 %   | 8 409     | 2,4 %     | 488    | 0,1 %  | 51        |           | 138        |            |
| Овруцький повіт             | 205 390   | 171 269    | 83,4 %     | 21 851    | 10,6 %    | 2 757    | 1,3 %    | 2 381    | 1,2 %    | 5 336     | 2,6 %     | 651    | 0,3 %  | 11        |           | 1 060      | 0,5 %      |
| Острозький повіт            | 169 351   | 129 923    | 76,7 %     | 18 283    | 10,8 %    | 11 198   | 6,6 %    | 2 522    | 1,5 %    | 4 158     | 2,5 %     | 2 696  | 1,6 %  | 207       | 0,1 %     | 161        | 0,1 %      |
| Рівненський повіт           | 273 001   | 165 145    | 60,5 %     | 43 554    | 16,0 %    | 25 126   | 9,2 %    | 24 407   | 8,9 %    | 8 612     | 3,2 %     | 4 703  | 1,7 %  | 355       | 0,1 %     | 810        | 0,3 %      |
| Старокостянтинівський повіт | 193 889   | 149 174    | 76,9 %     | 27 703    | 14,3 %    | 10 756   | 5,5 %    | 107      | 0,1 %    | 5 432     | 2,8 %     | 46     |        | 376       | 0,2 %     | 93         |            |
| Волинська губернія          | 2 989 482 | 2 095 579  | 70,1 %     | 394 774   | 13,2 %    | 184 161  | 6,2 %    | 171 331  | 5,7 %    | 104 889   | 3,5 %     | 27 670 | 0,9 %  | 3 817     | 0,1 %     | 3 794      | 0,1 %      |

Національний склад станом на 1911 рік:
| Національний склад, 1911 р. | Національний склад, 1911 р. | Національний склад, 1911 р. | Національний склад, 1911 р. | Національний склад, 1911 р. |
| --------------------------- | --------------------------- | --------------------------- | --------------------------- | --------------------------- |
| національність              |                             |                             | відсоток                    |                             |
| українці                    | українці                    |                             | 69.98%                      | 69.98%                      |
| євреї                       | євреї                       |                             | 14.08%                      | 14.08%                      |
| поляки                      | поляки                      |                             | 8.81%                       | 8.81%                       |
| німці                       | німці                       |                             | 5.35%                       | 5.35%                       |
| росіяни                     | росіяни                     |                             | 1.01%                       | 1.01%                       |
| чехи                        | чехи                        |                             | 0.65%                       | 0.65%                       |
| інша                        | інша                        |                             | 0.12%                       | 0.12%                       |

Національний склад станом на 1916 рік:
| Національність | Чисельність | Частка  |
| -------------- | ----------- | ------- |
| українці       | 1 585 641   | 71,47 % |
| євреї          | 315 076     | 14,20 % |
| поляки         | 214 374     | 9,66 %  |
| німці          | 64 650      | 2,91 %  |
| росіяни        | 23 774      | 1,07 %  |
| чехи           | 14 207      | 0,64 %  |
| татари         | 740         | 0,03 %  |
| вірмени        | 276         | 0,01 %  |
| білоруси       | 2           | 0,00 %  |
| турки          | 1           | 0,00 %  |
| інші           | 763         | 0,03 %  |
| Разом          | 2 218 504   | 100 %   |

### Українці

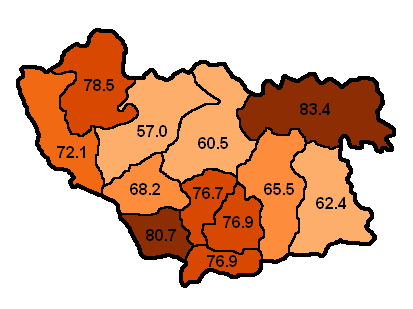
Частка українськомовного населення у повітах Волинської губернії за даними перепису 1897 р.

За переписом 1897 р. у Волинській губернії налічувалося 2 095 579 україномовного населення, що становило 70,1 % населення губернії. Найвища питома вага українців була зафіксована у Овруцькому повіті (83,4 %), найнижча — у Луцькому (57,0 %). У містах проживало лише 46 060 українців (2,2 % загальної чисельності), тоді як у селах та містечках — 2 049 477 (97,8 %). Україномовні у 1897 р. становили у губернії 19,7 % населення міст та 74,4 % населення сіл та містечок. Серед міст найвища частка українців була зафіксована у Кременці (47,0 %), де вони випереджали євреїв, та Овручі (42,2 %), найнижча — у Луцьку (9,4 %) та Ковелі (11,8 %).
За релігійним складом серед українців Волині переважали православні (94,8 %), втім частка римокатоликів (5,1 %) була найвищою серед усіх південно-західних губерній. Особливо високою (понад 10 %) була частка католиків серед україномовного населення Житомирського та Новоград-Волинського повітів.
|                             | україномовні православні | україномовні православні | україномовні католики | україномовні католики |
| Житомирський повіт          | 242 444                  | 89,6 %                   | 28 169                | 10,4 %                |
| Новоград-Волинський повіт   | 204 644                  | 89,6 %                   | 23 736                | 10,4 %                |
| Старокостянтинівський повіт | 138 017                  | 92,5 %                   | 11 124                | 7,5 %                 |

За даними на 1911 р., у губернії налічувалося 2 630 140 українців, що становило 70,0 % населення. У містах проживало 111 015 українців (4,2 %), у селах та містечках 2 519 125 (95,8 %). Серед міського населення на українців припадало 33,3 % населення, серед сільського та містечкового — 73,6 %.
Згідно з даними перепису 1897 р. серед українців губернії 92,5 % населення належали до стану селян, 6,2 % до стану міщан. По 0,4 % належали до спадкових дворян та духовенства, 0,2 % — до іноземців. Частка почесних громадян, купців та чиновників серед українців не перевищувала 0,1 %. Таким чином, українці у 1897 р. становили 86,5 % селянства Волинської губернії, 51,0 % християнського духовенства, 44,5 % почесних громадян, 26,4 % спадкових дворян, 20,3 % міщан, 13,7 % особистих дворян та чиновників, 11,1 % іноземних підданих, 4,0 % військових козаків та лише 1,4 % купців.
Самодіяльного українського населення у 1897 р. налічувалося 432 547 осіб (20,6 % загальної чисельності україномовних), що становило 61,5 % самодіяльного населення губернії. Сільське господарство було домінуючою сферою зайнятості, тут були зайняті 80,3 % самодіяльного українського населення (разом з членами незайнятими членами сімей — близько 89 %). Прислугою та поденщиками були 6,9 % самодіяльних українців, у ремеслах та виробництвах були зайняті 4,5 %, у збройних силах 3,6 %, у торгівлі 0,2 %.
| Зайнятість українців за переписом 1897 р.               | Зайнятість українців за переписом 1897 р. | Зайнятість українців за переписом 1897 р. | Зайнятість українців за переписом 1897 р. |
| вид зайнятості                                          | кількість зайнятих українськомовних       | питома вага українців                     |                                           |
| ------------------------------------------------------- | ----------------------------------------- | ----------------------------------------- | ----------------------------------------- |
| Виплавка металів                                        | 4                                         | 100,0 %                                   |                                           |
| Землеробство                                            | 341 972                                   | 84,0 %                                    |                                           |
| Бджолярство, шовківництво                               | 181                                       | 68,3 %                                    |                                           |
| Тваринництво                                            | 3 751                                     | 67,6 %                                    |                                           |
| Залізниця                                               | 2 116                                     | 55,6 %                                    |                                           |
| Особи невизначених занять                               | 2 376                                     | 50,3 %                                    |                                           |
| Кошти від казни, сусп. закладів та приватн. осіб        | 2 836                                     | 48,4 %                                    |                                           |
| Прислуга, поденщики                                     | 29 980                                    | 46,9 %                                    |                                           |
| Богослужіння православне                                | 1 664                                     | 46,0 %                                    |                                           |
| Лісництво                                               | 1 313                                     | 45,5 %                                    |                                           |
| Суспільна та станова служба                             | 639                                       | 45,4 %                                    |                                           |
| Особи, що відбувають покарання, позбавлені волі         | 713                                       | 43,5 %                                    |                                           |
| Обробка мінеральних речовин (кераміка)                  | 1 597                                     | 42,7 %                                    |                                           |
| Торгівля питейна                                        | 726                                       | 41,3 %                                    |                                           |
| Винокуріння, пиво- та медоваріння                       | 424                                       | 40,4 %                                    |                                           |
| Чистота та гігієна тіла                                 | 1 022                                     | 39,8 %                                    |                                           |
| Обробка волокнистих речовин                             | 1 589                                     | 35,8 %                                    |                                           |
| Особи, що не вказали заняття                            | 1 576                                     | 35,6 %                                    |                                           |
| Добуток руд                                             | 59                                        | 34,9 %                                    |                                           |
| Хімічне виробництво                                     | 408                                       | 32,1 %                                    |                                           |
| Вир-во екіпажів та дерев. суден                         | 23                                        | 31,9 %                                    |                                           |
| Збройні сили                                            | 15 708                                    | 31,5 %                                    |                                           |
| Будівництво, ремонт                                     | 3 209                                     | 30,2 %                                    |                                           |
| Служба при благодійних закладах                         | 21                                        | 30,0 %                                    |                                           |
| Обробка металів                                         | 2 191                                     | 29,3 %                                    |                                           |
| Адміністрація, суд, поліція                             | 1 021                                     | 28,2 %                                    |                                           |
| Інші види виробництва                                   | 244                                       | 27,9 %                                    |                                           |
| Виготовлення одягу                                      | 5 777                                     | 23,7 %                                    |                                           |
| Проституція                                             | 21                                        | 23,6 %                                    |                                           |
| Візницький промисел                                     | 980                                       | 22,7 %                                    |                                           |
| Пошта, телефон, телеграф                                | 163                                       | 22,5 %                                    |                                           |
| Обробка тваринних продуктів                             | 564                                       | 21,6 %                                    |                                           |
| Обробка дерева                                          | 1 896                                     | 21,3 %                                    |                                           |
| Лікарняна та санітарна діяльність                       | 407                                       | 20,7 %                                    |                                           |
| Навчальна та виховна діяльність                         | 1 084                                     | 17,6 %                                    |                                           |
| Обробка тваринних та рослинних поживн. продуктів        | 1 258                                     | 17,4 %                                    |                                           |
| Водні сполучення                                        | 9                                         | 17,0 %                                    |                                           |
| Ювелірна справа, живопис, предмети культа               | 69                                        | 14,3 %                                    |                                           |
| Інші сухопутні засоби сполучення                        | 43                                        | 14,0 %                                    |                                           |
| Доходи з капіталів, нерухомості                         | 1 500                                     | 13,6 %                                    |                                           |
| Рибальство та полювання                                 | 45                                        | 13,2 %                                    |                                           |
| Особи при церквах, цвинтарах та ін.                     | 186                                       | 12,6 %                                    |                                           |
| Виробництво інших напоїв                                | 27                                        | 12,0 %                                    |                                           |
| Торгівля предметами роскоші, науки, мистецтва та культу | 21                                        | 11,0 %                                    |                                           |
| Приватна юридична діяльність                            | 24                                        | 8,1 %                                     |                                           |
| Трактири, готелі, мебл. кімн та клуби                   | 106                                       | 7,8 %                                     |                                           |
| Поліграфічні виробництва                                | 63                                        | 7,7 %                                     |                                           |
| Богослужіння християнське неправославне                 | 15                                        | 6,3 %                                     |                                           |
| Торгівля предметами домашн. вжитку                      | 34                                        | 6,2 %                                     |                                           |
| Наука, література, мистецтво                            | 15                                        | 5,9 %                                     |                                           |
| Торгівля розносна та розвізна                           | 25                                        | 4,4 %                                     |                                           |
| Торгівля іншими предметами                              | 32                                        | 3,4 %                                     |                                           |
| Торгівля іншими продуктами сільськ. госп.               | 394                                       | 3,4 %                                     |                                           |
| Торгівля шкірами та хутрами                             | 26                                        | 3,1 %                                     |                                           |
| Торгівля буд. матеріалами, паливом                      | 70                                        | 2,8 %                                     |                                           |
| Торгівля без точного визначення                         | 223                                       | 2,6 %                                     |                                           |
| Вир-во фізичних, оптичних, хірургічних інструментів     | 8                                         | 2,5 %                                     |                                           |
| Кредитні та суспільні комерційні установи               | 3                                         | 1,7 %                                     |                                           |
| Богослужіння нехристиянське                             | 12                                        | 1,6 %                                     |                                           |
| Торгівля живою худобою                                  | 50                                        | 1,6 %                                     |                                           |
| Торгівля металічними товарами, машинами, зброєю         | 7                                         | 1,6 %                                     |                                           |
| Торгове посередництво                                   | 7                                         | 0,7 %                                     |                                           |
| Торгівля тканинами та одягом                            | 11                                        | 0,6 %                                     |                                           |
| Тютюн та вироби з нього                                 | 1                                         | 0,5 %                                     |                                           |
| Торгівля зерновими продуктами                           | 17                                        | 0,5 %                                     |                                           |
| Самодіяльного населення                                 | 432 547                                   | 61,5 %                                    |                                           |

### Євреї

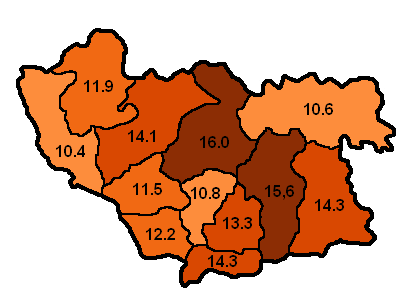
Частка єврейськомовного населення у повітах Волинської губернії за даними перепису 1897 р.

Перші відомості про євреїв на Волині датуються кінцем XIII ст. Найдавніша згадка про них у Володимирі-Волинському відноситься до 1288 р., під 1410 р. вони вперше згадуються в Луцьку, у 1438 р. — у Кременці. В Острозі євреї з'явилися наприкінці XIV ст., про що свідчить одна з найраніших епітафій, яка датується 1444 роком. Відомості про євреїв у Дубному відносяться до 1532 р., у Ковелі до 1547 р. За ревізією 1765 р. на Волині мешкало 17 846 євреїв. Зокрема, Волинський кагал налічував 1733 осіб, Дубенський — 2492, Заславський — 3891, Кременецький — 1829, Ковельський — 1516, Луцький — 1012, Люблінський — 1226, Острозький — 1777, Новоград-Волинський — 577, Овруцький — 607, Рівненський — 1186.
З 1796 р. Волинська губернія ввійшла до складу утвореної «смуги осілості», обмеженої території, де дозволялося селитися євреям. Високий приріст єврейського населення, пов'язаний з низькою смертністю та відсутністю значних міграцій за межі смуги осілості, призводили до швидкого зростання чисельності єврейського населення та збільшення їхнього впливу. На початку 1870-х років у Волинській губернії проживало 211,1 тис. євреїв, що становило 12,4 % всього населення. У містах губернії проживало 69,2 тис. євреїв (32,8 % загальної чисельності), у містечках 105,2 тис. (49,8 %), у селах 36,7 тис. (17,4 %). У 10 з 12 міст вони становили абсолютну більшість населення, і лише у Житомирі та Кременці — відносну. У 1882 р. були введені «Тимчасові правила», згідно з якими євреї не мали права селитися в сільській місцевості.
Основними сферами зайнятості євреїв були торгівля, ремесло, оренда маєтків та промислових підприємств. Так, у 1871 році євреї орендували у Волинській губернії 256 маєтків загальною площею 134,2 тис. десятин (147 тис. га або 1/6 зплощі). У промисловості євреї домінували у таких важливих галузях господарства губернії, як винокуріння, де вони орендували (або мали у володінні) бл. 90 % винокурень, бл. 80 % пивоваренних та медоваренних заводів. В оренді у євреїв знаходилося бл. 90 % млинів губернії і майже вся торгівля зерном. Євреям також належали близько чверті цукрових заводів краю, основної галузі спеціалізації Волині.
Населення юдейського віросповідання у містах Волинської губернії у 1871—1911 рр.
|                      | кількість юдеїв, тис. 1871 | частка юдеїв у населенні, 1871 | кількість юдеїв, 1897 | частка юдеїв у населенні, 1897 | кількість юдеїв, 1911 | частка юдеїв у населенні, 1911 |
| -------------------- | -------------------------- | ------------------------------ | --------------------- | ------------------------------ | --------------------- | ------------------------------ |
| Житомир              | 10 000 — 15 000            | 30—40 %                        | 30 572                | 46,4 %                         | 37 139                | 42,4 %                         |
| Рівне                | 2 000 — 5 000              | 50—60 %                        | 13 704                | 55,8 %                         | 19 142                | 56,8 %                         |
| Кременець            | 2 000 — 5 000              | 30—40 %                        | 6 476                 | 36,6 %                         | 8 617                 | 39,4 %                         |
| Ковель               | 1 000 — 2 000              | 40—50 %                        | 8 502                 | 48,0 %                         | 12 365                | 42,8 %                         |
| Новоград-Волинський  | 2 000 — 5 000              | 40—50 %                        | 9 363                 | 55,4 %                         | 11 063                | 52,3 %                         |
| Старокостянтинів     | 5 000 — 10 000             | 60—70 %                        | 9 164                 | 56,0 %                         | 11 782                | 57,9 %                         |
| Луцьк                | 5 000 — 10 000             | 60—70 %                        | 9 396                 | 59,5 %                         | 23 918                | 85,0 %                         |
| Острог               | 5 000 — 10 000             | > 80 %                         | 9 185                 | 62,3 %                         | 10 419                | 59,3 %                         |
| Дубно                | 5 000 — 10 000             | 70—80 %                        | 7 096                 | 49,8 %                         | 10 642                | 46,8 %                         |
| Ізяслав              | 5 000 — 10 000             | 70—80 %                        | 5 991                 | 47,5 %                         | 6 268                 | 43,0 %                         |
| Володимир-Волинський | 2 000 — 5 000              | 50—60 %                        | 5 837                 | 59,1 %                         | 7 060                 | 44,9 %                         |
| Овруч                | 2000 — 5 000               | 50—60 %                        | 3 441                 | 46,5 %                         | 3 035                 | 28,0 %                         |

Серед єврейського населення виділялися євреї-землероби, що проживали у колоніях Рівненського, Дубенського та Луцького повітів. Ці колонії виникли у 1 пол. XIX ст., як спроба залучити єврейське населення до землеробської праці та стимулювати їхнє переселення на малозаселені землі півдня. Станом на 1871 р. на Волині їх налічувалося 3274 осіб у 10 поселеннях. Але цей проект не мав великого успіху, до кінця XIX ст. їх кількість зменшилась до 1595 осіб (площа землі — 3853 десятин). У 1897 р. євреї-землероби становили менше 0,5 % загальної кількості єврейського населення губернії.
|                 | повіт       | населення |
| сл. Мочулки     | Рівненський | 341       |
| сл. Антонівка   | Рівненський | 323       |
| с. Мале Сідлище | Рівненський | 358       |
| кол. Осова      | Рівненський | 515       |
| кол. Озеряни    | Дубенський  | 480       |
| кол. Софіївка   | Луцький     | 422       |
| кол. Гнатівка   | Луцький     | 245       |
| кол. Руденська  | Луцький     | 36        |
| кол. Жолудськ   | Луцький     | 210       |
| кол. Олізарка   | Луцький     | 344       |

За переписом 1897 р. на Волині проживало 394 774 єврейськомовних, що становило 13,2 % населення губернії. У містах їх налічувалося 118 727 (30,1 % загальної чисельності), у містечках та селах 276 047 (69,9 %). Євреями були 50,8 % населення міст та 10,0 % населення сіл та містечок. У всіх містах губернії, за винятком Кременця, єврейськомовні становили більшість населення, зокрема у 6 містах (Острог, Луцьк, Володимир-Волинський, Старокостянтинів, Рівне, Новоград-Волинський) — абсолютну (55-62 %), у 5 містах (Дубно, Житомир, Заслав, Ковель, Овруч) — відносну (46-49 %).
Більшість самодіяльного єврейського населення були зайняті у ремеслах та виробництвах (34,9 %) та торгівлі (31,2 %), тоді як частка зайнятих у сільському господарстві була найнижчою (1,9 % проти середнього по губернії 60 %). У збройних силах служили 2,5 % самодіяльного єврейського населення, ще 29,5 % були зайняті у інших сферах (прислуга, освіта, медицина). У 1897 р. євреям у губернії належали 59 з 251 мукомольних заводів, 13 із 40 пивоварень, 50 смолокурних заводів, 40 лісопильних, 15 миловарених, 73 шкіряних (із 161), 4 деревообробні, 6 меблевих, 4 порцелянові, 2 сірникові фабрики.
| Зайнятість євреїв за переписом 1897 р.                  | Зайнятість євреїв за переписом 1897 р. | Зайнятість євреїв за переписом 1897 р. | Зайнятість євреїв за переписом 1897 р. |
| вид зайнятості                                          | кількість зайнятих єврейськомовних     | питома вага євреїв                     |                                        |
| ------------------------------------------------------- | -------------------------------------- | -------------------------------------- | -------------------------------------- |
| Торгівля зерновими продуктами                           | 3 727                                  | 99,3 %                                 |                                        |
| Тютюн та вироби з нього                                 | 206                                    | 98,1 %                                 |                                        |
| Торгівля тканинами та одягом                            | 1 889                                  | 97,2 %                                 |                                        |
| Богослужіння нехристиянське                             | 727                                    | 96,4 %                                 |                                        |
| Торгівля живою худобою                                  | 3 093                                  | 96,4 %                                 |                                        |
| Торгівля шкірами та хутрами                             | 810                                    | 96,2 %                                 |                                        |
| Торгове посередництво                                   | 895                                    | 95,3 %                                 |                                        |
| Торгівля металічними товарами, машинами, зброєю         | 424                                    | 94,2 %                                 |                                        |
| Торгівля без точного визначення                         | 8 098                                  | 94,1 %                                 |                                        |
| Торгівля іншими предметами                              | 877                                    | 93,4 %                                 |                                        |
| Торгівля буд. матеріалами, паливом                      | 2 332                                  | 93,0 %                                 |                                        |
| Торгівля іншими продуктами сільськ. госп.               | 10 796                                 | 92,6 %                                 |                                        |
| Торгівля предметами домашн. вжитку                      | 502                                    | 91,9 %                                 |                                        |
| Торгівля розносна та розвізна                           | 488                                    | 86,7 %                                 |                                        |
| Виробництво інших напоїв                                | 193                                    | 85,8 %                                 |                                        |
| Вир-во фізичних, оптичних, хірургічних інструментів     | 266                                    | 83,1 %                                 |                                        |
| Поліграфічні виробництва                                | 667                                    | 81,5 %                                 |                                        |
| Особи при церквах, цвинтарах та ін.                     | 1 190                                  | 80,8 %                                 |                                        |
| Кредитні та суспільні комерційні установи               | 130                                    | 73,0 %                                 |                                        |
| Інші сухопутні засоби сполучення                        | 222                                    | 72,1 %                                 |                                        |
| Рибальство та полювання                                 | 234                                    | 68,4 %                                 |                                        |
| Обробка тваринних продуктів                             | 1 760                                  | 67,3 %                                 |                                        |
| Візницький промисел                                     | 2 857                                  | 66,2 %                                 |                                        |
| Виготовлення одягу                                      | 15 452                                 | 63,3 %                                 |                                        |
| Трактири, готелі, мебл. кімн та клуби                   | 856                                    | 63,3 %                                 |                                        |
| Ювелірна справа, живопис, предмети культа               | 300                                    | 62,0 %                                 |                                        |
| Торгівля предметами роскоші, науки, мистецтва та культу | 110                                    | 57,6 %                                 |                                        |
| Водні сполучення                                        | 29                                     | 54,7 %                                 |                                        |
| Обробка дерева                                          | 4 716                                  | 53,0 %                                 |                                        |
| Навчальна та виховна діяльність                         | 3 214                                  | 52,2 %                                 |                                        |
| Обробка тваринних та рослинних поживн. продуктів        | 3 558                                  | 49,3 %                                 |                                        |
| Хімічне виробництво                                     | 625                                    | 49,1 %                                 |                                        |
| Проституція                                             | 40                                     | 44,9 %                                 |                                        |
| Обробка волокнистих речовин                             | 1 910                                  | 43,0 %                                 |                                        |
| Наука, література, мистецтво                            | 105                                    | 41,2 %                                 |                                        |
| Будівництво, ремонт                                     | 4 304                                  | 40,5 %                                 |                                        |
| Добуток руд                                             | 67                                     | 39,6 %                                 |                                        |
| Особи, що не вказали заняття                            | 1 691                                  | 38,2 %                                 |                                        |
| Доходи з капіталів, нерухомості                         | 3 908                                  | 35,5 %                                 |                                        |
| Обробка металів                                         | 2 523                                  | 33,7 %                                 |                                        |
| Обробка мінеральних речовин (кераміка)                  | 1 245                                  | 33,3 %                                 |                                        |
| Особи невизначених занять                               | 1 474                                  | 31,2 %                                 |                                        |
| Приватна юридична діяльність                            | 82                                     | 27,6 %                                 |                                        |
| Чистота та гігієна тіла                                 | 696                                    | 27,1 %                                 |                                        |
| Винокуріння, пиво- та медоваріння                       | 279                                    | 26,6 %                                 |                                        |
| Лікарняна та санітарна діяльність                       | 467                                    | 23,8 %                                 |                                        |
| Вир-во екіпажів та дерев. суден                         | 15                                     | 20,8 %                                 |                                        |
| Кошти від казни, сусп. закладів та приватн. осіб        | 1 173                                  | 20,0 %                                 |                                        |
| Прислуга, поденщики                                     | 12 727                                 | 19,9 %                                 |                                        |
| Служба при благодійних закладах                         | 12                                     | 17,1 %                                 |                                        |
| Інші види виробництва                                   | 131                                    | 15,0 %                                 |                                        |
| Лісництво                                               | 418                                    | 14,5 %                                 |                                        |
| Особи, що відбувають покарання, позбавлені волі         | 220                                    | 13,4 %                                 |                                        |
| Суспільна та станова служба                             | 151                                    | 10,7 %                                 |                                        |
| Торгівля питейна                                        | 148                                    | 8,4 %                                  |                                        |
| Збройні сили                                            | 2 739                                  | 5,5 %                                  |                                        |
| Залізниця                                               | 126                                    | 3,3 %                                  |                                        |
| Пошта, телефон, телеграф                                | 23                                     | 3,2 %                                  |                                        |
| Бджолярство, шовківництво                               | 6                                      | 2,3 %                                  |                                        |
| Тваринництво                                            | 122                                    | 2,2 %                                  |                                        |
| Адміністрація, суд, поліція                             | 72                                     | 2,0 %                                  |                                        |
| Землеробство                                            | 1 221                                  | 0,3 %                                  |                                        |
| Самодіяльного населення                                 | 109 742                                | 15,6 %                                 |                                        |

За становим поділом у 1897 р. серед євреїв абсолютно переважали міщани (97,7 %), частка інших суспільних станів була незначною. Серед купців губернії єврейськомовними були 85,6 %, серед міщан 60,2 %. Євреї були мало представлені серед таких суспільних станів, як почесні громадяни (4,9 %), особисті дворяни та чиновникі (1,3 %), селяни (0,2 %) та майже відсутні серед спадкових дворян (0,003 %). У Волинській губернії проживало лише 9 спадкових дворян з рідною мовою єврейською, зокрема у Житомирському повіті — 8, у Старокостянтинівському — 1.
У 1911 р. у Волинській губернії мешкало 529 257 євреїв, з них у містах 162 752 (30,8 % загальної чисельності), у містечках та селах 366 505 (69,2 %). Євреї становили 14,1 % всього населення губернії, зокрема 48,8 % міського та 10,7 % сільського та містечкового. У населення 5 міст губернії (Луцьк, Новоград, Острог, Рівне, Старокостянтинів) вони мали абсолютну більшість, у 3 містах (Житомир, Володимир, Дубно) — відносну, у 4 містах (Ізяслав, Ковель, Кременець, Овруч) були другими після українців, а у місті Здолбунів — лише четвертими, поступаючись українцям, полякам та чехам.

### Поляки

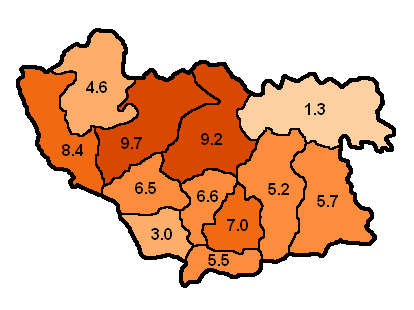
Частка польськомовного населення у повітах Волинської губернії за даними перепису 1897 р.

У 1871 р. у Волинській губернії проживало 132 091 католиків (7,9 % населення), більшість з яких були поляками (або полонізованими українцями). Серед католиків дворянами були 22 037 осіб (16,7 %), міщанами 34 189 осіб (25,9 %), однодворцями 45 518 (34,4 %), селянами 30 347 (23,0 %). Найвища питома вага католиків у 1871 р. була зафіксована у Житомирському та Новоград-Волинському повітах (13,1 % та 11,5 % відповідно), найнижча — у Овруцькому та Ковельському повітах (4,1 % та 2,8 % відповідно). Поляки становили абсолютну більшість серед заможних верств населення губернії. У дореформенні часи у Волинській губернії полякам належали 2 887 маєтків з 817 327 кріпаків (94,7 % їх загальної чисельності) та 92 % всієї землі. Але після поразки польського повстання їх економічні позиції почали погіршуватися. Однією з причин були дискримінаційні земельні закони, згідно з якими католики не мали права купляти землі на території західних губерній. Це призвело до того, що частка польського землеводоління у Волинській губернії скоротилася з 92 % у 1861 р. до 68 % у 1884 р.
За переписом населення 1897 р. у Волинській губернії проживало 184 161 польськомовних, що становило 6,2 % населення губернії (3 місце). Польськомовні були досить рівномірно розселені по губернії (за винятком Овруцького повіту, де їх було лише 1,5 %) — у інших повітах питома вага поляків коливалася в межах від 3,0-4,6 %% у Кременецькому та Ковельському повітах до 9,2-9,7 % у Рівненському та Луцькому повітах. У містах проживало 9,7 % польськомовного населення, що дещо вище ніж в середньому по губернії (7,8 %). У Житомирі питома вага польськомовних була найвищою (11,3 %, або 7 464 осіб, майже 42 % міських поляків губернії).
Польськомовне населення, як і раніше, мало досить високий соціальний статус. За становим поділом серед польськомовних налічувалося 54,7 % селян, 26,5 % міщан, 9,3 % спадкових дворян (найвищий частка серед етномовних груп губернії). Вагомою групою серед поляків були іноземці (переважно вихідці з Австро-Угорської Галичини), яких налічувалося 13 тис. (7,1 % польськомовного населення губернії). Поляки становили 49,5 % спадкового дворянства Волинської губернії та 26,1 % особистого дворянства та чиновництва. Серед спадкового дворянства Володимир-Волинського, Луцького, Заславського та Старокостянтинівського повітів питома вага польськомовних перевищувала 2/3.
Становлячи лише 7,5 % самодіяльного населення губернії, польськомовні становили 31 % усієї кількості зайнятих у приватній юридичній діяльності, 28 % серед тих, хто отримує доходи з капіталів та нерухомості, 22 % зайнятих у обробці металів та винокурінні, 21 % зайнятих у бджолярстві та шовківництві, 20 % зайнятих у лікарняній та санітарній діяльності, 19 % зайнятих у науці, літературі, мистецтві, а також лісництві. Високою (18 %) була і частка польськомовних серед прислуги та поденщиків (переважно у фільварках), у цій сфері були зайняті 22 % всього самодіяльного польськомовного населення.
| Зайнятість поляків за переписом 1897 р.                 | Зайнятість поляків за переписом 1897 р. | Зайнятість поляків за переписом 1897 р. | Зайнятість поляків за переписом 1897 р. |
| вид зайнятості                                          | кількість зайнятих польськомовних       | питома вага поляків                     |                                         |
| ------------------------------------------------------- | --------------------------------------- | --------------------------------------- | --------------------------------------- |
| Богослужіння християнське неправославне                 | 201                                     | 83,8 %                                  |                                         |
| Інші види виробництва                                   | 271                                     | 31,0 %                                  |                                         |
| Приватна юридична діяльність                            | 92                                      | 31,0 %                                  |                                         |
| Вир-во екіпажів та дерев. суден                         | 22                                      | 30,6 %                                  |                                         |
| Доходи з капіталів, нерухомості                         | 3 087                                   | 28,0 %                                  |                                         |
| Обробка металів                                         | 1 679                                   | 22,4 %                                  |                                         |
| Винокуріння, пиво- та медоваріння                       | 228                                     | 21,7 %                                  |                                         |
| Бджолярство, шовківництво                               | 55                                      | 20,8 %                                  |                                         |
| Служба при благодійних закладах                         | 14                                      | 20,0 %                                  |                                         |
| Лікарняна та санітарна діяльність                       | 385                                     | 19,6 %                                  |                                         |
| Наука, література, мистецтво                            | 48                                      | 18,8 %                                  |                                         |
| Лісництво                                               | 540                                     | 18,7 %                                  |                                         |
| Прислуга, поденщики                                     | 11 688                                  | 18,3 %                                  |                                         |
| Кредитні та суспільні комерційні установи               | 32                                      | 18,0 %                                  |                                         |
| Обробка мінеральних речовин (кераміка)                  | 572                                     | 15,3 %                                  |                                         |
| Ювелірна справа, живопис, предмети культа               | 71                                      | 14,7 %                                  |                                         |
| Чистота та гігієна тіла                                 | 363                                     | 14,1 %                                  |                                         |
| Обробка дерева                                          | 1 249                                   | 14,0 %                                  |                                         |
| Кошти від казни, сусп. закладів та приватн. осіб        | 805                                     | 13,7 %                                  |                                         |
| Залізниця                                               | 484                                     | 12,7 %                                  |                                         |
| Обробка тваринних та рослинних поживн. продуктів        | 917                                     | 12,7 %                                  |                                         |
| Особи, що не вказали заняття                            | 555                                     | 12,5 %                                  |                                         |
| Будівництво, ремонт                                     | 1 268                                   | 11,9 %                                  |                                         |
| Тваринництво                                            | 630                                     | 11,4 %                                  |                                         |
| Трактири, готелі, мебл. кімн та клуби                   | 143                                     | 10,6 %                                  |                                         |
| Хімічне виробництво                                     | 133                                     | 10,4 %                                  |                                         |
| Проституція                                             | 9                                       | 10,1 %                                  |                                         |
| Суспільна та станова служба                             | 141                                     | 10,0 %                                  |                                         |
| Адміністрація, суд, поліція                             | 346                                     | 9,5 %                                   |                                         |
| Особи, що відбувають покарання, позбавлені волі         | 145                                     | 8,8 %                                   |                                         |
| Торгівля питейна                                        | 150                                     | 8,5 %                                   |                                         |
| Добуток руд                                             | 14                                      | 8,3 %                                   |                                         |
| Обробка волокнистих речовин                             | 352                                     | 7,9 %                                   |                                         |
| Торгівля предметами роскоші, науки, мистецтва та культу | 14                                      | 7,3 %                                   |                                         |
| Особи невизначених занять                               | 343                                     | 7,3 %                                   |                                         |
| Навчальна та виховна діяльність                         | 362                                     | 5,9 %                                   |                                         |
| Рибальство та полювання                                 | 19                                      | 5,6 %                                   |                                         |
| Поліграфічні виробництва                                | 44                                      | 5,4 %                                   |                                         |
| Виготовлення одягу                                      | 1 311                                   | 5,4 %                                   |                                         |
| Землеробство                                            | 21 549                                  | 5,3 %                                   |                                         |
| Пошта, телефон, телеграф                                | 35                                      | 4,8 %                                   |                                         |
| Візницький промисел                                     | 208                                     | 4,8 %                                   |                                         |
| Обробка тваринних продуктів                             | 126                                     | 4,8 %                                   |                                         |
| Вир-во фізичних, оптичних, хірургічних інструментів     | 15                                      | 4,7 %                                   |                                         |
| Особи при церквах, цвинтарах та ін.                     | 61                                      | 4,1 %                                   |                                         |
| Інші сухопутні засоби сполучення                        | 12                                      | 3,9 %                                   |                                         |
| Водні сполучення                                        | 2                                       | 3,8 %                                   |                                         |
| Збройні сили                                            | 1 279                                   | 2,6 %                                   |                                         |
| Торгівля металічними товарами, машинами, зброєю         | 7                                       | 1,6 %                                   |                                         |
| Торгівля буд. матеріалами, паливом                      | 35                                      | 1,4 %                                   |                                         |
| Торгове посередництво                                   | 13                                      | 1,4 %                                   |                                         |
| Торгівля іншими продуктами сільськ. госп.               | 144                                     | 1,2 %                                   |                                         |
| Торгівля розносна та розвізна                           | 6                                       | 1,1 %                                   |                                         |
| Торгівля без точного визначення                         | 83                                      | 1,0 %                                   |                                         |
| Богослужіння нехристиянське                             | 7                                       | 0,9 %                                   |                                         |
| Торгівля предметами домашн. вжитку                      | 5                                       | 0,9 %                                   |                                         |
| Виробництво інших напоїв                                | 2                                       | 0,9 %                                   |                                         |
| Торгівля тканинами та одягом                            | 17                                      | 0,9 %                                   |                                         |
| Торгівля живою худобою                                  | 22                                      | 0,7 %                                   |                                         |
| Тютюн та вироби з нього                                 | 1                                       | 0,5 %                                   |                                         |
| Торгівля іншими предметами                              | 4                                       | 0,4 %                                   |                                         |
| Богослужіння православне                                | 12                                      | 0,3 %                                   |                                         |
| Торгівля шкірами та хутрами                             | 1                                       | 0,1 %                                   |                                         |
| Торгівля зерновими продуктами                           | 3                                       | 0,1 %                                   |                                         |
| Самодіяльного населення                                 | 52 431                                  | 7,5 %                                   |                                         |

### Німці

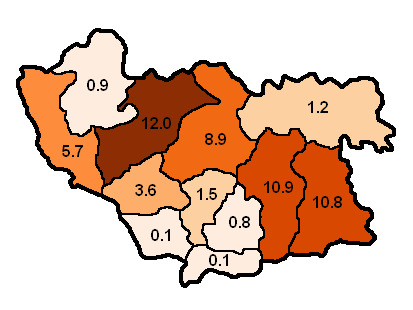
Частка німецькомовного населення у повітах Волинської губернії за даними перепису 1897 р.

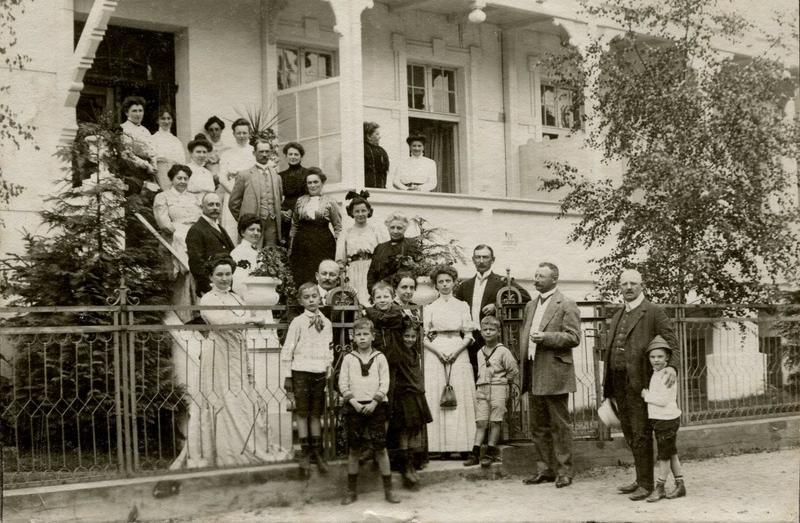
Представники німецької громади Житомира, 1913 р.

Першою німецькою колонією на Волині вважається поселення Голендрах у Володимир-Волинському повіті, засноване у 1797 р. У 1804 німці поселилися у Антонівці коло містечка Кунів, у 1817 р. з'явилася колонія Вальдгойм. У Рівненському повіті першою німецькою колонією стала Софіївка, це сталося у 1811 р. До 1840 р. виникло бл. 11 колоній, у наступні 20 років — ще 21 колонія. Найшвидший німецьких колоній розпочався у 1861 р. Протягом 1861—1871 рр. на Волині оселилося бл. 5500 німецький сімей. Якщо у 1862 р. у Волинській губернії проживало 4247 німців, то у 1864 р. — 6343, у 1866 р. — 11542, 1868 р. — 20505. Більшість колоністів були вихідцями з Пруссії та Австрії. Були серед них і німці, переселенці з Привіслянського краю.
Станом на 1871 р. німці проживали у 56 поселеннях Луцького повіту, 31 — Рівненського повіту, 28 — Житомирського, 22 — Новоград-Волинського, 9 — Володимир-Волинського, 8 — Дубенського (вихідці з Пруссії — меноніти). Незначне німецьке населення проживало у Заславському повіті (3 поселення). У Острозькому повіті до 1866 р. існувало дві колонії Ядвінік та Карлсвальд з протестантським населенням голландського походження. У Овруцькому повіті німці проживали у колонії Горщик.
Німецькі колоністи жило замкнено, майже не контактуючи з місцевим українським населенням. Вони утворили своєрідну «державу в державі» з власним самоуправлінням, школами, храмами. Для вирішенням спірних питань з місцевим населенням залучалися дипломатичні агентства своїх країн походження (Пруссії та дрібних німецьких держав). З понад 20 тис. німців 3/4 не побажали отримувати російське підданство та продовжували проживали як іноземці. Тільки починаючи з 1870-х, після припинення заохочення німецької міграції та згортання пільг для колоністів, вони стали отримувати російське підданство, яке у 1897 р. вже мали абсолютна більшість німців Волині.
За переписом 1897 р. у губернії було зафіксовано 171 331 осіб з рідною мовою німецькою. Найвища питома вага німецькомовних була характерна для повітів Луцького (30 255 осіб, 12,0 % населення), Новоград-Волинського (38 201 осіб, 10,9 %) та Житомирського (46 922 осіб, 10,8 %). Проживали вони також у повітах Рівненському (24 407 осіб, 8,9 %), Володимир-Волинському (15 739 осіб, 5,7 %) та Дубенському (6 942 осіб, 3,6 %). У Овруцькому та Острозькому повітах німці становило 1,2-1,5 % населення, у інших повітах їх було менше 1 %, найменше (0,1 %) у Старокостянтинівському та Кременецькому повітах. До 1911 р. кількість німців збільшилася до 200 938 осіб, проте їх частка зменшилася до 5,35 %.
У релігійному складі серед німців абсолютно переважав протестантизм — за переписом 1897 р. протестантами (переважно лютеранами та менонітами) були 98,7 % німецькомовного населення. Римокатоликів серед німців Волині налічувалося 1,5 тис. (0,89 %), православних 0,5 тис. (0,33 %). Більшість німців займалися хліборобством, тваринництвом. До сфер зайнятості Волинської губернії з найвищою питомою вагою німців у 1897 р. відносилися тваринництво та лісництво (14-16 % зайнятого населення губернії), обробка поживних продуктів тваринного та рослинного походження (10,4 %), обробка волокнистих речовин (9,3 %).
| Зайнятість німців за переписом 1897 р.                  | Зайнятість німців за переписом 1897 р. | Зайнятість німців за переписом 1897 р. | Зайнятість німців за переписом 1897 р. |
| вид зайнятості                                          | кількість зайнятих німецькомовних      | питома вага німців                     |                                        |
| ------------------------------------------------------- | -------------------------------------- | -------------------------------------- | -------------------------------------- |
| Тваринництво                                            | 890                                    | 16,0 %                                 |                                        |
| Лісництво                                               | 403                                    | 14,0 %                                 |                                        |
| Обробка тваринних та рослинних поживн. продуктів        | 750                                    | 10,4 %                                 |                                        |
| Обробка волокнистих речовин                             | 413                                    | 9,3 %                                  |                                        |
| Інші види виробництва                                   | 78                                     | 8,9 %                                  |                                        |
| Землеробство                                            | 29 308                                 | 7,2 %                                  |                                        |
| Богослужіння християнське неправославне                 | 17                                     | 7,1 %                                  |                                        |
| Прислуга, поденщики                                     | 4 065                                  | 6,4 %                                  |                                        |
| Обробка металів                                         | 473                                    | 6,3 %                                  |                                        |
| Обробка дерева                                          | 539                                    | 6,1 %                                  |                                        |
| Наука, література, мистецтво                            | 14                                     | 5,5 %                                  |                                        |
| Навчальна та виховна діяльність                         | 317                                    | 5,1 %                                  |                                        |
| Добуток руд                                             | 8                                      | 4,7 %                                  |                                        |
| Будівництво, ремонт                                     | 452                                    | 4,3 %                                  |                                        |
| Особи, що не вказали заняття                            | 179                                    | 4,0 %                                  |                                        |
| Особи, що відбувають покарання, позбавлені волі         | 62                                     | 3,8 %                                  |                                        |
| Бджолярство, шовківництво                               | 10                                     | 3,8 %                                  |                                        |
| Хімічне виробництво                                     | 44                                     | 3,5 %                                  |                                        |
| Обробка мінеральних речовин (кераміка)                  | 116                                    | 3,1 %                                  |                                        |
| Доходи з капіталів, нерухомості                         | 320                                    | 2,9 %                                  |                                        |
| Вир-во екіпажів та дерев. суден                         | 2                                      | 2,8 %                                  |                                        |
| Торгівля питейна                                        | 41                                     | 2,3 %                                  |                                        |
| Обробка тваринних продуктів                             | 57                                     | 2,2 %                                  |                                        |
| Кошти від казни, сусп. закладів та приватн. осіб        | 119                                    | 2,0 %                                  |                                        |
| Трактири, готелі, мебл. кімн та клуби                   | 27                                     | 2,0 %                                  |                                        |
| Торгівля буд. матеріалами, паливом                      | 48                                     | 1,9 %                                  |                                        |
| Лікарняна та санітарна діяльність                       | 35                                     | 1,8 %                                  |                                        |
| Виготовлення одягу                                      | 421                                    | 1,7 %                                  |                                        |
| Чистота та гігієна тіла                                 | 40                                     | 1,6 %                                  |                                        |
| Особи невизначених занять                               | 73                                     | 1,5 %                                  |                                        |
| Пошта, телефон, телеграф                                | 11                                     | 1,5 %                                  |                                        |
| Ювелірна справа, живопис, предмети культа               | 7                                      | 1,4 %                                  |                                        |
| Винокуріння, пиво- та медоваріння                       | 11                                     | 1,0 %                                  |                                        |
| Торгівля предметами роскоші, науки, мистецтва та культу | 2                                      | 1,0 %                                  |                                        |
| Збройні сили                                            | 521                                    | 1,0 %                                  |                                        |
| Поліграфічні виробництва                                | 7                                      | 0,9 %                                  |                                        |
| Залізниця                                               | 31                                     | 0,8 %                                  |                                        |
| Торгівля металічними товарами, машинами, зброєю         | 3                                      | 0,7 %                                  |                                        |
| Візницький промисел                                     | 27                                     | 0,6 %                                  |                                        |
| Вир-во фізичних, оптичних, хірургічних інструментів     | 2                                      | 0,6 %                                  |                                        |
| Адміністрація, суд, поліція                             | 22                                     | 0,6 %                                  |                                        |
| Рибальство та полювання                                 | 2                                      | 0,6 %                                  |                                        |
| Суспільна та станова служба                             | 8                                      | 0,6 %                                  |                                        |
| Торгівля живою худобою                                  | 12                                     | 0,4 %                                  |                                        |
| Приватна юридична діяльність                            | 1                                      | 0,3 %                                  |                                        |
| Торгівля іншими продуктами сільськ. госп.               | 38                                     | 0,3 %                                  |                                        |
| Торгове посередництво                                   | 3                                      | 0,3 %                                  |                                        |
| Торгівля тканинами та одягом                            | 6                                      | 0,3 %                                  |                                        |
| Торгівля без точного визначення                         | 26                                     | 0,3 %                                  |                                        |
| Богослужіння нехристиянське                             | 2                                      | 0,3 %                                  |                                        |
| Торгівля шкірами та хутрами                             | 1                                      | 0,1 %                                  |                                        |
| Торгівля іншими предметами                              | 1                                      | 0,1 %                                  |                                        |
| Особи при церквах, цвинтарах та ін.                     | 1                                      | 0,1 %                                  |                                        |
| Торгівля зерновими продуктами                           | 2                                      | 0,1 %                                  |                                        |
| Самодіяльного населення                                 | 40 068                                 | 5,7 %                                  |                                        |

У 1861 році у володінні німецьких колоністів знаходилося всього 0,1 тис. десятин землі у в 1868 р. — 20 тис. десятин землі, у 1871 — бл. 45 тис., у 1884 р. — 94 тис. і ще 17 тис. у орендному володінні. Станом на середину 1880-х німцям належало бл. 5 % сільськогосподарських земель губернії (полякам 69 %, українцям та росіянам 24 %)

### Росіяни

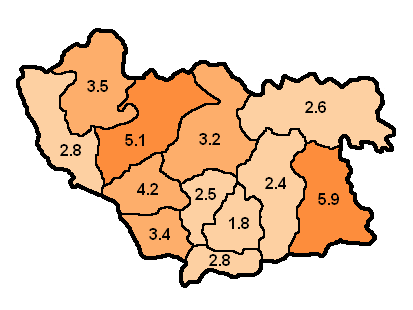
Частка російськомовного населення у повітах Волинської губернії за даними перепису 1897 р.

На початку 1870-х російське населення Волинської губернії налічувало до 20 000 душ та було представлене переважно військовими, чиновниками та старообрядцями. Старообрядців-росіян у 1871 році налічувалося 3554 осіб, найбільше їх проживало у селах Заріцька Добриця (403), Челівка (135), Бродник (159), Малинка (103) Овруцького повіту, селі Янушівка (410) Новоград-Волинського повіту, селах Пилипи (245), Довжики (107) Житомирського повіту та містечку Рафалівка Луцького повіту (249).
За переписом 1897 р. у Волинській губернії проживало 104 889 російськомовного населення, або 3,5 % населення. У містах їх мешкало 44 351 осіб (42,3 % загальної чисельності), повітах — 60 538 (57,7 %). Найвища питома вага росіян у населенні була зафіксована у повітах з найбільшою кількістю військових та чиновників — Житомирському (5,9 %), Луцькому (5,1 %) та Дубенському (4,2 %), найнижча — у Заславському (1,8 %) та Новоград-Волинському (2,4 %). Серед міст найвищий відсоток російськомовних було зафіксовано у Ковелі (27,3 %) та Житомирі (25,7 %), найнижчий — у Старокостянтинові (8,6 %) та Овручі (8,8 %).
Чверть російськомовного населення губернії становили військовослужбовці, яких налічувалося 23 354 особи (разом з членами сімей бл. 26 тис.), а у містах військовими були близько половини росіян. Серед самодіяльного російського населення на військових припадало 45,4 %, на зайнятих у сільському господарстві 11,0 %, у ремеслах та промисловості 7,3 %, у торгівлі 1,1 %, у інших сферах 35,2 %. Росіяни переважали серед зайнятих у таких стратегічних сферах, як зв'язок (пошта, телефон, телеграф) — 67 % від загальної кількості зайнятих у губернії, адміністрація, суд та поліція — 58 % зайнятих, православне богослужіння — 53 %. Особливо високою була частка росіян у даних видах діяльності сферах у прикордонних повітах губернії, на які стимулювалася міграція з великоруських губерній.
| Зайнятість росіян за переписом 1897 р.                  | Зайнятість росіян за переписом 1897 р. | Зайнятість росіян за переписом 1897 р. | Зайнятість росіян за переписом 1897 р. |
| вид зайнятості                                          | кількість зайнятих російськомовних     | питома вага росіян                     |                                        |
| ------------------------------------------------------- | -------------------------------------- | -------------------------------------- | -------------------------------------- |
| Пошта, телефон, телеграф                                | 485                                    | 67,1 %                                 |                                        |
| Адміністрація, суд, поліція                             | 2 106                                  | 58,1 %                                 |                                        |
| Богослужіння православне                                | 1 929                                  | 53,3 %                                 |                                        |
| Збройні сили                                            | 23 324                                 | 46,8 %                                 |                                        |
| Торгівля питейна                                        | 612                                    | 34,8 %                                 |                                        |
| Служба при благодійних закладах                         | 23                                     | 32,9 %                                 |                                        |
| Суспільна та станова служба                             | 448                                    | 31,8 %                                 |                                        |
| Лікарняна та санітарна діяльність                       | 612                                    | 31,2 %                                 |                                        |
| Приватна юридична діяльність                            | 91                                     | 30,6 %                                 |                                        |
| Особи, що відбувають покарання, позбавлені волі         | 489                                    | 29,8 %                                 |                                        |
| Водні сполучення                                        | 13                                     | 24,5 %                                 |                                        |
| Наука, література, мистецтво                            | 61                                     | 23,9 %                                 |                                        |
| Залізниця                                               | 905                                    | 23,8 %                                 |                                        |
| Торгівля предметами роскоші, науки, мистецтва та культу | 40                                     | 20,9 %                                 |                                        |
| Проституція                                             | 17                                     | 19,1 %                                 |                                        |
| Доходи з капіталів, нерухомості                         | 2 039                                  | 18,5 %                                 |                                        |
| Навчальна та виховна діяльність                         | 1 078                                  | 17,5 %                                 |                                        |
| Чистота та гігієна тіла                                 | 415                                    | 16,2 %                                 |                                        |
| Кошти від казни, сусп. закладів та приватн. осіб        | 847                                    | 14,4 %                                 |                                        |
| Інші види виробництва                                   | 109                                    | 12,5 %                                 |                                        |
| Рибальство та полювання                                 | 38                                     | 11,1 %                                 |                                        |
| Трактири, готелі, мебл. кімн та клуби                   | 148                                    | 10,9 %                                 |                                        |
| Будівництво, ремонт                                     | 1 157                                  | 10,9 %                                 |                                        |
| Особи невизначених занять                               | 426                                    | 9,0 %                                  |                                        |
| Інші сухопутні засоби сполучення                        | 25                                     | 8,1 %                                  |                                        |
| Особи, що не вказали заняття                            | 359                                    | 8,1 %                                  |                                        |
| Прислуга, поденщики                                     | 4 684                                  | 7,3 %                                  |                                        |
| Ювелірна справа, живопис, предмети культа               | 33                                     | 6,8 %                                  |                                        |
| Кредитні та суспільні комерційні установи               | 11                                     | 6,2 %                                  |                                        |
| Лісництво                                               | 162                                    | 5,6 %                                  |                                        |
| Вир-во екіпажів та дерев. суден                         | 4                                      | 5,6 %                                  |                                        |
| Торгівля розносна та розвізна                           | 31                                     | 5,5 %                                  |                                        |
| Винокуріння, пиво- та медоваріння                       | 57                                     | 5,4 %                                  |                                        |
| Візницький промисел                                     | 213                                    | 4,9 %                                  |                                        |
| Обробка тваринних та рослинних поживн. продуктів        | 330                                    | 4,6 %                                  |                                        |
| Бджолярство, шовківництво                               | 12                                     | 4,5 %                                  |                                        |
| Обробка мінеральних речовин (кераміка)                  | 162                                    | 4,3 %                                  |                                        |
| Виготовлення одягу                                      | 1 054                                  | 4,3 %                                  |                                        |
| Хімічне виробництво                                     | 53                                     | 4,2 %                                  |                                        |
| Поліграфічні виробництва                                | 33                                     | 4,0 %                                  |                                        |
| Обробка металів                                         | 275                                    | 3,7 %                                  |                                        |
| Добуток руд                                             | 6                                      | 3,6 %                                  |                                        |
| Обробка дерева                                          | 302                                    | 3,4 %                                  |                                        |
| Обробка тваринних продуктів                             | 82                                     | 3,1 %                                  |                                        |
| Торгівля іншими предметами                              | 25                                     | 2,7 %                                  |                                        |
| Обробка волокнистих речовин                             | 106                                    | 2,4 %                                  |                                        |
| Особи при церквах, цвинтарах та ін.                     | 34                                     | 2,3 %                                  |                                        |
| Торгове посередництво                                   | 19                                     | 2,0 %                                  |                                        |
| Торгівля іншими продуктами сільськ. госп.               | 234                                    | 2,0 %                                  |                                        |
| Вир-во фізичних, оптичних, хірургічних інструментів     | 5                                      | 1,6 %                                  |                                        |
| Торгівля металічними товарами, машинами, зброєю         | 7                                      | 1,6 %                                  |                                        |
| Тваринництво                                            | 86                                     | 1,6 %                                  |                                        |
| Торгівля без точного визначення                         | 132                                    | 1,5 %                                  |                                        |
| Землеробство                                            | 5 364                                  | 1,3 %                                  |                                        |
| Тютюн та вироби з нього                                 | 2                                      | 1,0 %                                  |                                        |
| Богослужіння християнське неправославне                 | 2                                      | 0,8 %                                  |                                        |
| Торгівля предметами домашн. вжитку                      | 4                                      | 0,7 %                                  |                                        |
| Торгівля буд. матеріалами, паливом                      | 18                                     | 0,7 %                                  |                                        |
| Богослужіння нехристиянське                             | 5                                      | 0,7 %                                  |                                        |
| Торгівля тканинами та одягом                            | 10                                     | 0,5 %                                  |                                        |
| Торгівля живою худобою                                  | 16                                     | 0,5 %                                  |                                        |
| Виробництво інших напоїв                                | 1                                      | 0,4 %                                  |                                        |
| Торгівля шкірами та хутрами                             | 2                                      | 0,2 %                                  |                                        |
| Торгівля зерновими продуктами                           | 5                                      | 0,1 %                                  |                                        |
| Виплавка металів                                        | 0                                      | 0,0 %                                  |                                        |
| Самодіяльного населення                                 | 51 409                                 | 7,3 %                                  |                                        |

### Чехи

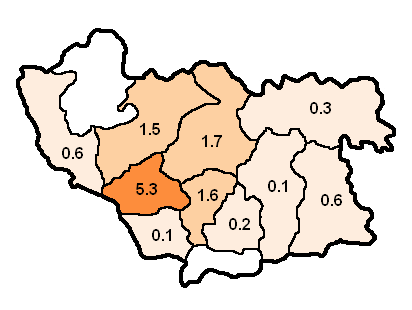
Частка чеськомовного населення у повітах Волинської губернії за даними перепису 1897 р.

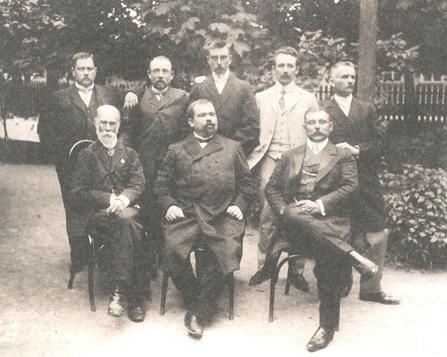
Чехи за походженням, власники пивоварень «Zeman» у Квасилові та Луцьку Волинської губернії, поч. 20 ст.

Перше поселення чехів на Волині відноситься до 1863 р., коли було утворене поселення Людгардівка Дубенського повіту. Колонізація пришвидшился з 1868 року, коли переселилися одразу 130 сімей. У 1869 р. переселилися ще 449 сімей, у 1870 р. — 337. На початку 1870-х років чехи проживали у 15 поселенням губернії і мали у власності 17577 десятин землі. З 1870 р. чеські переселенці на Волині почали приймати російське підданство, і отримали право організовувати окремі общини та волості. Російський уряд гарантував їм свободу віросповідання і звільняв на 5 років від будь-яких платежів і податей, а також військової служби. У 1871 р. найбільше чехів проживали у Дубенському повіті (2915 осіб у 12 поселенням). Значні громади мешкали також у Рівненському (1983 у 8 поселеннях), Володимир-Волинському (812 у 2 поселеннях) та Луцькому (641 у 5 поселеннях) повітах. Найбільшими чеськими поселеннями у 1871 р. були Глинськ (803 осіб) та Квасилівка (698 осіб) Рівненського повіту та Купичів (615 осіб) Володимир-Волинського повіту.
За переписом 1897 р. на території Волинської губернії мешкало 27670 осіб, для яких рідною була чеська мова, що становило майже 55 % всього чеського населення Російської імперії. Найвищою концентрацією чеського населення відзначався Дубенський повіт, де проживало 10 328 чехів (5,3 % населення). Значні чеські громади були також у повітах Рівненському — 4 703 ос. (1,7 %), Луцькому — 3818 ос. (1,5 %), Острозькому — 2696 ос. (1,6 %).
Близько 97 % чехів Волинської губернії за переписом 1897 р. були жителями сіл та містечок. Переважна більшість чехів (87,8 %) належали до сільських станів. До міських станів належали 3,9 %, іноземними підданими (переважно Австро-Угорщини) були 7,8 % чеськомовного населення. Понад 70 % самодіяльних чехів (85 % з врахуванням членів сімей) були зайняті у землеробстві. Волинські чехи були широко представлені у деяких видах виробництва (наприклад, фізичних, оптичних та хірургічних інструментів, екіпажів та дерев'яних суден) та добутку руд, де на них припадало понад 5 % зайнятих губернії. Більшість чехів губернії (66,2 %) належали до православ'я та римокатолицизму (28,6 %). Протестантами були 5,2 % чехів.
| Зайнятість чехів за переписом 1897 р.               | Зайнятість чехів за переписом 1897 р. | Зайнятість чехів за переписом 1897 р. | Зайнятість чехів за переписом 1897 р. |
| вид зайнятості                                      | кількість зайнятих чеськомовних       | питома вага чехів                     |                                       |
| --------------------------------------------------- | ------------------------------------- | ------------------------------------- | ------------------------------------- |
| Добуток руд                                         | 14                                    | 8,3 %                                 |                                       |
| Вир-во фізичних, оптичних, хірургічних інструментів | 23                                    | 7,2 %                                 |                                       |
| Вир-во екіпажів та дерев. суден                     | 5                                     | 6,9 %                                 |                                       |
| Обробка тваринних та рослинних поживн. продуктів    | 356                                   | 4,9 %                                 |                                       |
| Трактири, готелі, мебл. кімн та клуби               | 63                                    | 4,7 %                                 |                                       |
| Винокуріння, пиво- та медоваріння                   | 48                                    | 4,6 %                                 |                                       |
| Обробка металів                                     | 310                                   | 4,1 %                                 |                                       |
| Торгівля питейна                                    | 64                                    | 3,6 %                                 |                                       |
| Наука, література, мистецтво                        | 9                                     | 3,5 %                                 |                                       |
| Інші види виробництва                               | 25                                    | 2,9 %                                 |                                       |
| Проституція                                         | 2                                     | 2,2 %                                 |                                       |
| Обробка дерева                                      | 177                                   | 2,0 %                                 |                                       |
| Залізниця                                           | 69                                    | 1,8 %                                 |                                       |
| Землеробство                                        | 6 844                                 | 1,7 %                                 |                                       |
| Виготовлення одягу                                  | 366                                   | 1,5 %                                 |                                       |
| Інші сухопутні засоби сполучення                    | 4                                     | 1,3 %                                 |                                       |
| Будівництво, ремонт                                 | 138                                   | 1,3 %                                 |                                       |
| Обробка волокнистих речовин                         | 52                                    | 1,2 %                                 |                                       |
| Рибальство та полювання                             | 4                                     | 1,2 %                                 |                                       |
| Доходи з капіталів, нерухомості                     | 124                                   | 1,1 %                                 |                                       |
| Кредитні та суспільні комерційні установи           | 2                                     | 1,1 %                                 |                                       |
| Лікарняна та санітарна діяльність                   | 21                                    | 1,1 %                                 |                                       |
| Особи, що не вказали заняття                        | 47                                    | 1,1 %                                 |                                       |
| Прислуга, поденщики                                 | 610                                   | 1,0 %                                 |                                       |
| Обробка тваринних продуктів                         | 24                                    | 0,9 %                                 |                                       |
| Обробка мінеральних речовин (кераміка)              | 33                                    | 0,9 %                                 |                                       |
| Тваринництво                                        | 41                                    | 0,7 %                                 |                                       |
| Кошти від казни, сусп. закладів та приватн. осіб    | 42                                    | 0,7 %                                 |                                       |
| Торгівля розносна та розвізна                       | 4                                     | 0,7 %                                 |                                       |
| Ювелірна справа, живопис, предмети культа           | 3                                     | 0,6 %                                 |                                       |
| Чистота та гігієна тіла                             | 15                                    | 0,6 %                                 |                                       |
| Суспільна та станова служба                         | 8                                     | 0,6 %                                 |                                       |
| Хімічне виробництво                                 | 7                                     | 0,5 %                                 |                                       |
| Особи невизначених занять                           | 23                                    | 0,5 %                                 |                                       |
| Торгівля металічними товарами, машинами, зброєю     | 2                                     | 0,4 %                                 |                                       |
| Навчальна та виховна діяльність                     | 25                                    | 0,4 %                                 |                                       |
| Торгівля іншими продуктами сільськ. госп.           | 44                                    | 0,4 %                                 |                                       |
| Адміністрація, суд, поліція                         | 13                                    | 0,4 %                                 |                                       |
| Торгівля без точного визначення                     | 29                                    | 0,3 %                                 |                                       |
| Лісництво                                           | 9                                     | 0,3 %                                 |                                       |
| Особи, що відбувають покарання, позбавлені волі     | 4                                     | 0,2 %                                 |                                       |
| Торгівля предметами домашн. вжитку                  | 1                                     | 0,2 %                                 |                                       |
| Пошта, телефон, телеграф                            | 1                                     | 0,1 %                                 |                                       |
| Поліграфічні виробництва                            | 1                                     | 0,1 %                                 |                                       |
| Торгове посередництво                               | 1                                     | 0,1 %                                 |                                       |
| Торгівля живою худобою                              | 3                                     | 0,1 %                                 |                                       |
| Збройні сили                                        | 43                                    | 0,1 %                                 |                                       |
| Богослужіння православне                            | 3                                     | 0,1 %                                 |                                       |
| Торгівля буд. матеріалами, паливом                  | 2                                     | 0,1 %                                 |                                       |
| Торгівля тканинами та одягом                        | 1                                     | 0,1 %                                 |                                       |
| Торгівля зерновими продуктами                       | 1                                     | 0,0 %                                 |                                       |
| Візницький промисел                                 | 1                                     | 0,0 %                                 |                                       |
| Самодіяльного населення                             | 9 758                                 | 1,4 %                                 |                                       |

У 1911 р. чехів у губернії налічувалося 24 580 (0,65 % населення губернії). Як і раніше, чехи проживали переважно у колоніях Дубенського (10 054 особи), Луцького (2 808 осіб), Володимир-Волинського (2706 осіб) повіті. У містах найвища питома вага чехів була зафіксована у Здолбунові Рівненського повіту (19,5 %, 2 027 осіб), де вони посідали за чисельністю 2 місце після українців.

### Інші
Присутніми на території губернії були і татари, яких за переписом 1897 р. налічувалося 3 817 осіб. Понад 80 % татар губернії відносились до військовослужбовців і зосереджувалися у переважно повітових центрах (так, у Луцьку татарськомовні становили 2,6 % населення міста, зокрема серед чоловічого населення — 4,1 %, а серед жіночого тільки 0,5 %). У невеликій кількості мешкали і татари-старожили. У 1884 р. їх налічувалося бл. 400 осіб, з них більше половини проживали у селі Ювківці Острозького повіту.
У селах Ядвінік та Карлсвальд Острозького повіту проживали колоністи голландського походження, що переселилися на Волинь наприкінці 18 ст. Займалися вони переважно землеробством, виготовленням сиру, обробкою тканин.

## Релігійний склад

«Мапа народонаселення Волинської губернії за віросповіданнями» Олександра Ріттіха, 1864 рік

Понад 99 % населення Волинської губернії відносилися до чотирьох віросповідань: православ'я, юдаїзму, римо-католицизму та протестантизму (лютеранського та баптистського напрямків). Існували також невеликі громади старообрядців, мусульман та греко-католиків.
| Релігійний склад, 1897 р. | Релігійний склад, 1897 р. | Релігійний склад, 1897 р. | Релігійний склад, 1897 р. | Релігійний склад, 1897 р. |
| ------------------------- | ------------------------- | ------------------------- | ------------------------- | ------------------------- |
| релігія                   |                           |                           | відсоток                  |                           |
| православні               | православні               |                           | 70.46%                    | 70.46%                    |
| юдеї                      | юдеї                      |                           | 13.24%                    | 13.24%                    |
| католики                  | католики                  |                           | 9.95%                     | 9.95%                     |
| протестанти               | протестанти               |                           | 5.87%                     | 5.87%                     |
| старообрядці              | старообрядці              |                           | 0.28%                     | 0.28%                     |
| інші                      | інші                      |                           | 0.20%                     | 0.20%                     |

| Релігійний склад, 1912 р. | Релігійний склад, 1912 р. | Релігійний склад, 1912 р. | Релігійний склад, 1912 р. | Релігійний склад, 1912 р. |
| ------------------------- | ------------------------- | ------------------------- | ------------------------- | ------------------------- |
| релігія                   |                           |                           | відсоток                  |                           |
| православні               | православні               |                           | 70.73%                    | 70.73%                    |
| юдеї                      | юдеї                      |                           | 14.37%                    | 14.37%                    |
| католики                  | католики                  |                           | 9.13%                     | 9.13%                     |
| протестанти               | протестанти               |                           | 5.37%                     | 5.37%                     |
| старообрядці              | старообрядці              |                           | 0.32%                     | 0.32%                     |
| інші                      | інші                      |                           | 0.08%                     | 0.08%                     |

Серед міського населення найпоширенішою конфесією був юдаїзм, юдеями були 51,0 % жителів міст (без врахування військових — понад 55 %), тоді як православними — 37,1 %, католиками — 9,1 %, мусульманами (майже виключно військовослужбовці-татари) — 1,1 %, протестантами та старообрядцями менше ніж по 1 %. Серед сільського населення переважали православні (73,3 %), багато було також католиків та юдеїв (по 10,0 %) та протестантів, лютеран (5,9 %) та баптистів (0,4 %).
Релігійний склад населення повітів за переписом 1897 р.
|                             | населення | православні | православні | юдеї    | юдеї   | католики | католики | протестанти | протестанти | старообрядці | старообрядці | інші  | інші  |
| --------------------------- | --------- | ----------- | ----------- | ------- | ------ | -------- | -------- | ----------- | ----------- | ------------ | ------------ | ----- | ----- |
| Житомирський повіт          | 433 859   | 265 649     | 61,2 %      | 62 203  | 14,3 % | 53 062   | 12,2 %   | 47 837      | 11,0 %      | 4 091        | 0,9 %        | 1 017 | 0,2 % |
| Володимир-Волинський повіт  | 277 265   | 199 560     | 72,0 %      | 28 936  | 10,4 % | 31 679   | 11,4 %   | 16 837      | 6,1 %       | 88           |              | 165   | 0,1 % |
| Дубенський повіт            | 195 058   | 148 103     | 75,9 %      | 22 485  | 11,5 % | 16 983   | 8,7 %    | 6 848       | 3,5 %       | 27           |              | 612   | 0,3 % |
| Заславський повіт           | 208 742   | 157 035     | 75,2 %      | 27 772  | 13,3 % | 22 176   | 10,6 %   | 1 629       | 0,8 %       | 10           |              | 120   | 0,1 % |
| Ковельський повіт           | 211 493   | 173 171     | 81,9 %      | 25 243  | 11,9 % | 9 997    | 4,7 %    | 2 765       | 1,3 %       | 121          | 0,1 %        | 196   | 0,1 % |
| Кременецький повіт          | 219 934   | 176 432     | 80,2 %      | 26 965  | 12,3 % | 15 569   | 7,1 %    | 222         | 0,1 %       | 26           |              | 720   | 0,3 % |
| Луцький повіт               | 252 550   | 157 910     | 62,5 %      | 35 819  | 14,2 % | 26 767   | 10,6 %   | 31 107      | 12,3 %      | 58           |              | 889   | 0,4 % |
| Новоград-Волинський повіт   | 348 950   | 211 682     | 60,7 %      | 54 557  | 15,6 % | 42 393   | 12,1 %   | 38 153      | 10,9 %      | 1 864        | 0,5 %        | 301   | 0,1 % |
| Овруцький повіт             | 205 390   | 168 041     | 81,8 %      | 21 843  | 10,6 % | 11 208   | 5,5 %    | 2 434       | 1,2 %       | 1 846        | 0,9 %        | 18    | 0,0 % |
| Острозький повіт            | 169 351   | 131 626     | 77,7 %      | 18 324  | 10,8 % | 16 441   | 9,7 %    | 2 554       | 1,5 %       | 24           |              | 382   | 0,2 % |
| Рівненський повіт           | 273 001   | 173 884     | 63,7 %      | 44 016  | 16,1 % | 29 126   | 10,7 %   | 24 850      | 9,1 %       | 80           |              | 1 045 | 0,4 % |
| Старокостянтинівський повіт | 193 889   | 143 428     | 74,0 %      | 27 785  | 14,3 % | 22 039   | 11,4 %   | 112         | 0,1 %       | 47           |              | 478   | 0,2 % |
| Волинська губернія          | 2 989 482 | 2 106 521   | 70,5 %      | 395 948 | 13,2 % | 297 440  | 9,9 %    | 175 348     | 5,9 %       | 8 282        | 0,3 %        | 5 943 | 0,2 % |

Серед православного населення губернії україномовними були 94,3 %, російськомовними — 4,5 %, чеськомовними — 0,9 %. Католики губернії поділялися на 2 майже рівновеликі групи — польськомовні становили 60,5 % всього католицько населення, україномовні — 35,6 %. Серед протестантів майже всі (96,5 %) були німецькомовними, так само як серед юдеїв — єврейськомовними (99,7 %)
Найбільші мовно-релігійні групи населення Волинської губернії за переписом 1897 р. (чисельністю понад 1 тис. осіб)
| мова            | релігія      | чисельність | частка у населенні |
| україномовні    | православні  | 1 987 259   | 66,48 %            |
| єврейськомовні  | юдеї         | 394 575     | 13,20 %            |
| польськомовні   | римокатолики | 179 957     | 6,02 %             |
| німецькомовні   | протестанти  | 169 141     | 5,66 %             |
| україномовні    | римокатолики | 105 749     | 3,54 %             |
| російськомовні  | православні  | 94 278      | 3,15 %             |
| чеськомовні     | православні  | 18 323      | 0,61 %             |
| російськомовні  | старообрядці | 7 954       | 0,27 %             |
| чеськомовні     | римокатолики | 7 916       | 0,26 %             |
| білоруськомовні | православні  | 2 837       | 0,09 %             |
| польськомовні   | протестанти  | 2 731       | 0,09 %             |
| російськомовні  | римокатолики | 1 733       | 0,06 %             |
| україномовні    | протестанти  | 1 697       | 0,06 %             |
| німецькомовні   | римокатолики | 1 525       | 0,05 %             |
| чеськомовні     | протестанти  | 1 424       | 0,05 %             |
| інша            | інша         | 12 383      | 0,41 %             |

Серед етносів губернії, православні переважали серед україномовних (95 %), російськомовних (90 %), білоруськомовних (75 %) та чеськомовних (66 %), католики серед польськомовних (98 %), юдеї серед єврейськомовних (майже 100 %), протестанти серед німецькомовних (99 %). Католицизм був також доволі поширеним серед чехів (29 %), білорусів (22 %) та українців (5 %). Протестантизм був частково поширений і серед чехів (5 %). Старообрядцями були майже 8 % росіян губернії.
Релігійний склад основних мовних груп Волинської губернії за переписом 1897 р.
| рідна мова | чисельність | % православних | % старообрядців | % римокатоликів | % протестантів | % юдеїв | % мусульман | % інших віросповідань |
| ---------- | ----------- | -------------- | --------------- | --------------- | -------------- | ------- | ----------- | --------------------- |
| українська | 2 095 537   | 94,82          | 0,01            | 5,05            | 0,08           | 0,03    | 0,01        |                       |
| єврейська  | 394 774     | 0,03           |                 | 0,01            | 0,01           | 99,95   |             |                       |
| польська   | 184 161     | 0,79           |                 | 97,72           | 1,48           | 0,01    |             |                       |
| німецька   | 171 331     | 0,33           | 0,02            | 0,89            | 98,72          | 0,04    |             |                       |
| російська  | 104 889     | 89,89          | 7,59            | 1,65            | 0,2            | 0,57    | 0,09        | 0,01                  |
| чеська     | 27 670      | 66,22          |                 | 28,6            | 5,15           | 0,01    |             | 0,02                  |
| татарська  | 3 817       | 3,01           |                 | 0,05            |                | 3,2     | 93,53       | 0,21                  |
| білоруська | 3 794       | 74,77          | 2,87            | 22,3            | 0,03           | 0,03    |             |                       |
| інша       | 3 509       | 42,22          | 0,14            | 9,66            | 6,18           | 1,04    | 30,2        | 7,56                  |

### Релігійний склад поселень
Релігійний склад населення міст та містечок Волинської губернії за даними перепису 1897 р.
|      | населений пункт      | повіт                 | населення, 1897 | православні, кількість | православні, частка | юдеї, кількість | юдеї, частка | інші, кількість | інші, частка |
| ---- | -------------------- | --------------------- | --------------- | ---------------------- | ------------------- | --------------- | ------------ | --------------- | ------------ |
| мст. | Андрушівка           | Житомирський          | 2682            | 2192                   | 81,7 %              | 430             | 16,0 %       | 60              | 2,2 %        |
| мст. | Аннопіль             | Острозький            | 2197            | 218                    | 9,9 %               | 1812            | 82,5 %       | 167             | 7,6 %        |
| мст. | Базалія              | Старокостянтинівський | 3362            | 2531                   | 75,3 %              | 820             | 24,4 %       | 11              | 0,3 %        |
| мст. | Базар                | Овруцький             | 1976            | 1121                   | 56,7 %              | 833             | 42,2 %       | 22              | 1,1 %        |
| мст. | Баранівка            | Новоград-Волинський   | 2095            |                        | [ 16 ]              | 1990            | 95,0 %       | 105             | 5,0 %        |
| мст. | Бережиці             | Кременецький          | 1252            | 730                    | 58,3 %              | 428             | 34,2 %       | 94              | 7,5 %        |
| мст. | Бережниця            | Луцький               | 2964            | 775                    | 26,1 %              | 2160            | 72,9 %       | 29              | 1,0 %        |
| мст. | Берездів             | Новоград-Волинський   | 2687            | 899                    | 33,5 %              | 1319            | 49,1 %       | 469             | 17,5 %       |
| мст. | Березне              | Рівненський           | 4059            | 1239                   | 30,5 %              | 2765            | 68,1 %       | 55              | 1,4 %        |
| мст. | Берестечко           | Дубенський            | 4953            | 2415                   | 48,8 %              | 2251            | 45,4 %       | 287             | 5,8 %        |
| мст. | Білогородка          | Заславський           | 5438            | 3162                   | 58,1 %              | 1846            | 33,9 %       | 430             | 7,9 %        |
| мст. | Білозірка            | Кременецький          | 2905            | 1645                   | 56,6 %              | 1070            | 36,8 %       | 190             | 6,5 %        |
| мст. | Варковичі            | Дубенський            | 1925            | 597                    | 31,0 %              | 1109            | 57,6 %       | 219             | 11,4 %       |
| мст. | Велідники            | Овруцький             | 1143            | 557                    | 48,7 %              | 569             | 49,8 %       | 17              | 1,5 %        |
| мст. | Верба                | Дубенський            | 1530            | 971                    | 63,5 %              | 452             | 29,5 %       | 107             | 7,0 %        |
| мст. | Вишнівець Новий      | Кременецький          | 4196            | 1047                   | 25,0 %              | 2980            | 71,0 %       | 169             | 4,0 %        |
| мст. | Вишнівець Старий     | Кременецький          | 1651            | 1255                   | 76,0 %              | 314             | 19,0 %       | 82              | 5,0 %        |
| м.   | Володимир-Волинський | Володимир-Волинський  | 9883            | 2874                   | 29,1 %              | 5869            | 59,4 %       | 1140            | 11,5 %       |
| мст. | Володимирець         | Луцький               | 2074            | 896                    | 43,2 %              | 1024            | 49,4 %       | 154             | 7,4 %        |
| мст. | Волочиськ            | Старокостянтинівський | 6716            | 2879                   | 42,9 %              | 3295            | 49,1 %       | 542             | 8,1 %        |
| мст. | Вижва                | Ковельський           | 2188            | 2165                   | 98,9 %              |                 | [ 16 ]       | 23              | 1,1 %        |
| мст. | Висоцьк              | Рівненський           | 912             |                        | [ 16 ]              | 880             | 96,5 %       | 32              | 3,5 %        |
| мст. | Вишгородок           | Кременецький          | 2169            | 1039                   | 47,9 %              | 1078            | 49,7 %       | 52              | 2,4 %        |
| мст. | В'язівка             | Овруцький             | 1178            | 930                    | 78,9 %              | 239             | 20,3 %       | 9               | 0,8 %        |
| мст. | Гориньград           | Рівненський           | 1936            | 1382                   | 71,4 %              | 540             | 27,9 %       | 14              | 0,7 %        |
| мст. | Городниця            | Новоград-Волинський   | 2314            | 916                    | 39,6 %              | 1310            | 56,6 %       | 88              | 3,8 %        |
| мст. | Городок              | Луцький               | 1118            | 926                    | 82,8 %              | 188             | 16,8 %       | 4               | 0,4 %        |
| мст. | Горохів              | Луцький               | 4699            | 1860                   | 39,6 %              | 2571            | 54,7 %       | 268             | 5,7 %        |
| мст. | Горошки              | Житомирський          | 3228            | 1043                   | 32,3 %              | 2018            | 62,5 %       | 167             | 5,2 %        |
| мст. | Гоща                 | Острозький            | 2091            | 1151                   | 55,0 %              | 884             | 42,3 %       | 56              | 2,7 %        |
| мст. | Гриців               | Заславський           | 1011            |                        | [ 16 ]              | 979             | 96,8 %       | 32              | 3,2 %        |
| мст. | Гулевичів            | Луцький               | 673             | 308                    | 45,8 %              | 245             | 36,4 %       | 120             | 17,8 %       |
| мст. | Демидівка            | Дубенський            | 679             |                        |                     | 679             | 100,0 %      |                 |              |
| мст. | Деражне              | Рівненський           | 1497            | 650                    | 43,4 %              | 770             | 51,4 %       | 77              | 5,1 %        |
| мст. | Домбровиці           | Рівненський           | 6007            | 2943                   | 49,0 %              | 2868            | 47,7 %       | 196             | 3,3 %        |
| мст. | Дружкопіль           | Володимир-Волинський  | 1340            | 349                    | 26,0 %              | 870             | 64,9 %       | 121             | 9,0 %        |
| м.   | Дубно                | Дубенський            | 14257           | 5552                   | 38,9 %              | 7108            | 49,9 %       | 1597            | 11,2 %       |
| м.   | Житомир              | Житомирський          | 65895           | 23384                  | 35,5 %              | 30748           | 46,7 %       | 11763           | 17,9 %       |
| м.   | Заславль             | Заславський           | 12611           | 5605                   | 44,4 %              | 5998            | 47,6 %       | 1008            | 8,0 %        |
| мст. | Івниця               | Житомирський          | 3095            | 2266                   | 73,2 %              | 607             | 19,6 %       | 222             | 7,2 %        |
| мст. | Іскорость            | Овруцький             | 2626            | 1348                   | 51,3 %              | 1266            | 48,2 %       | 12              | 0,5 %        |
| мст. | Камінь-Каширський    | Ковельський           | 1220            |                        | [ 16 ]              | 1189            | 97,5 %       | 31              | 2,5 %        |
| мст. | Катербург            | Кременецький          | 1035            | 321                    | 31,0 %              | 693             | 67,0 %       | 21              | 2,0 %        |
| мст. | Кашівка              | Ковельський           | 1059            | 614                    | 58,0 %              | 445             | 42,0 %       | 0               |              |
| мст. | Киликиїв             | Острозький            | 1928            | 1325                   | 68,7 %              | 576             | 29,9 %       | 27              | 1,4 %        |
| мст. | Кисилин              | Володимир-Волинський  | 889             |                        | [ 16 ]              | 873             | 98,2 %       | 16              | 1,8 %        |
| мст. | Клевань              | Рівненський           | 3739            | 1219                   | 32,6 %              | 2432            | 65,0 %       | 88              | 2,4 %        |
| м.   | Ковель               | Ковельський           | 17697           | 7107                   | 40,2 %              | 8521            | 48,1 %       | 2069            | 11,7 %       |
| мст. | Кодня                | Житомирський          | 2564            | 1742                   | 67,9 %              | 688             | 26,8 %       | 134             | 5,2 %        |
| мст. | Козин                | Дубенський            | 1820            | 819                    | 45,0 %              | 972             | 53,4 %       | 29              | 1,6 %        |
| мст. | Колки                | Луцький               | 4394            | 1758                   | 40,0 %              | 2537            | 57,7 %       | 99              | 2,3 %        |
| мст. | Корець               | Новоград-Волинський   | 6060            | 1330                   | 21,9 %              | 4608            | 76,0 %       | 122             | 2,0 %        |
| мст. | Корець Новий         | Новоград-Волинський   | 2502            | 1437                   | 57,4 %              | 951             | 38,0 %       | 114             | 4,6 %        |
| мст. | Корниця              | Заславський           | 1251            | 704                    | 56,3 %              | 517             | 41,3 %       | 30              | 2,4 %        |
| мст. | Костопіль            | Рівненський           | 1706            | 549                    | 32,2 %              | 1101            | 64,5 %       | 56              | 3,3 %        |
| мст. | Котельня Стара       | Житомирський          | 3183            | 1567                   | 49,2 %              | 1345            | 42,3 %       | 271             | 8,5 %        |
| мст. | Красилів             | Старокостянтинівський | 6994            | 3591                   | 51,3 %              | 2563            | 36,6 %       | 840             | 12,0 %       |
| мст. | Красностав           | Новоград-Волинський   | 2194            | 929                    | 42,3 %              | 1222            | 55,7 %       | 43              | 2,0 %        |
| м.   | Кременець            | Кременецький          | 17704           | 9820                   | 55,5 %              | 6539            | 36,9 %       | 1345            | 7,6 %        |
| мст. | Ксаверів             | Овруцький             | 1241            | 755                    | 60,8 %              | 455             | 36,7 %       | 31              | 2,5 %        |
| мст. | Кузьмин              | Старокостянтинівський | 3368            | 2419                   | 71,8 %              | 830             | 24,6 %       | 119             | 3,5 %        |
| мст. | Кульчини             | Старокостянтинівський | 4335            | 2135                   | 49,3 %              | 2031            | 46,9 %       | 169             | 3,9 %        |
| мст. | Кунів                | Острозький            | 2935            | 1193                   | 40,6 %              | 1661            | 56,6 %       | 81              | 2,8 %        |
| мст. | Купель               | Старокостянтинівський | 4333            | 1300                   | 30,0 %              | 2727            | 62,9 %       | 306             | 7,1 %        |
| мст. | Лабунь               | Заславський           | 2317            | 2307                   | 99,6 %              |                 | [ 16 ]       | 10              | 0,4 %        |
| мст. | Ланівці              | Кременецький          | 2525            | 1249                   | 49,5 %              | 1174            | 46,5 %       | 102             | 4,0 %        |
| мст. | Левків               | Житомирський          | 3685            | 3144                   | 85,3 %              |                 | [ 16 ]       | 541             | 14,7 %       |
| мст. | Лішин                | Житомирський          | 1666            | 1237                   | 74,2 %              | 337             | 20,2 %       | 92              | 5,5 %        |
| мст. | Лишнівка             | Луцький               | 1354            | 1062                   | 78,4 %              | 292             | 21,6 %       | 0               |              |
| мст. | Лобачівка            | Дубенський            | 981             | 715                    | 72,9 %              | 193             | 19,7 %       | 73              | 7,4 %        |
| мст. | Локачі               | Володимир-Волинський  | 2309            | 493                    | 21,4 %              | 1730            | 74,9 %       | 86              | 3,7 %        |
| м.   | Луцьк                | Луцький               | 15804           | 4451                   | 28,2 %              | 9468            | 59,9 %       | 1885            | 11,9 %       |
| мст. | Лугини               | Овруцький             | 2535            | 912                    | 36,0 %              | 1599            | 63,1 %       | 24              | 0,9 %        |
| мст. | Любар                | Новоград-Волинський   | 12507           | 6409                   | 51,2 %              | 5435            | 43,5 %       | 663             | 5,3 %        |
| мст. | Любомль              | Володимир-Волинський  | 4470            | 1037                   | 23,2 %              | 3297            | 73,8 %       | 136             | 3,0 %        |
| мст. | Людвипіль            | Рівненський           | 1428            | 188                    | 13,2 %              | 1210            | 84,7 %       | 30              | 2,1 %        |
| мст. | Ляхівці              | Острозький            | 5401            | 3890                   | 72,0 %              | 1384            | 25,6 %       | 127             | 2,4 %        |
| мст. | Маціов               | Ковельський           | 3897            | 1449                   | 37,2 %              | 2337            | 60,0 %       | 111             | 2,8 %        |
| мст. | Межиріч              | Острозький            | 1518            | 1002                   | 66,0 %              | 456             | 30,0 %       | 60              | 4,0 %        |
| мст. | Межирічі             | Рівненський           | 3131            | 879                    | 28,1 %              | 2107            | 67,3 %       | 145             | 4,6 %        |
| мст. | Мельниця             | Ковельський           | 2588            | 958                    | 37,0 %              | 1599            | 61,8 %       | 31              | 1,2 %        |
| мст. | Мізоч                | Дубенський            | 2667            | 1162                   | 43,6 %              | 1175            | 44,1 %       | 330             | 12,4 %       |
| мст. | Миляновичі           | Ковельський           | 755             | 655                    | 86,8 %              | 100             | 13,2 %       | 0               |              |
| мст. | Миропіль             | Новоград-Волинський   | 4914            | 2751                   | 56,0 %              | 1912            | 38,9 %       | 251             | 5,1 %        |
| мст. | Боремель             | Дубенський            | 1197            | 131                    | 10,9 %              | 1047            | 87,5 %       | 19              | 1,6 %        |
| мст. | Млинів               | Дубенський            | 1105            | 362                    | 32,8 %              | 672             | 60,8 %       | 71              | 6,4 %        |
| мст. | Муравиця             | Дубенський            | 958             | 167                    | 17,4 %              | 757             | 79,0 %       | 34              | 3,5 %        |
| мст. | Народичі             | Овруцький             | 4576            | 2442                   | 53,4 %              | 2054            | 44,9 %       | 80              | 1,7 %        |
| мст. | Несухоїжі            | Ковельський           | 1862            | 1043                   | 56,0 %              | 814             | 43,7 %       | 5               | 0,3 %        |
| мст. | Новоград-Волинський  | Новоград-Волинський   | 16904           | 5222                   | 30,9 %              | 9378            | 55,5 %       | 2304            | 13,6 %       |
| мст. | Норинськ             | Овруцький             | 1683            | 1099                   | 65,3 %              | 584             | 34,7 %       | 0               |              |
| м.   | Овруч                | Овруцький             | 7393            | 3749                   | 50,7 %              | 3445            | 46,6 %       | 199             | 2,7 %        |
| мст. | Ожигівці             | Старокостянтинівський | 1406            | 1213                   | 86,3 %              | 154             | 11,0 %       | 39              | 2,8 %        |
| мст. | Озютичі              | Володимир-Волинський  | 701             | 0                      |                     | 701             | 100,0 %      | 0               |              |
| мст. | Олевськ              | Овруцький             | 2070            | 818                    | 39,5 %              | 1187            | 57,3 %       | 65              | 3,1 %        |
| мст. | Олександрія          | Рівненський           | 3189            | 875                    | 27,4 %              | 2154            | 67,5 %       | 160             | 5,0 %        |
| мст. | Олика                | Дубенський            | 4210            | 1402                   | 33,3 %              | 2606            | 61,9 %       | 202             | 4,8 %        |
| мст. | Опалин               | Володимир-Волинський  | 1612            | 570                    | 35,4 %              | 769             | 47,7 %       | 273             | 16,9 %       |
| м.   | Острог               | Острозький            | 14749           | 4574                   | 31,0 %              | 9208            | 62,4 %       | 967             | 6,6 %        |
| мст. | Острожець            | Дубенський            | 1464            | 827                    | 56,5 %              | 636             | 43,4 %       | 1               | 0,1 %        |
| мст. | Остропіль            | Новоград-Волинський   | 7505            | 4451                   | 59,3 %              | 2714            | 36,2 %       | 340             | 4,5 %        |
| мст. | Полонне              | Новоград-Волинський   | 16288           | 7158                   | 43,9 %              | 7910            | 48,6 %       | 1220            | 7,5 %        |
| мст. | Порицьк              | Володимир-Волинський  | 2264            | 682                    | 30,1 %              | 1316            | 58,1 %       | 266             | 11,7 %       |
| мст. | Почаїв               | Кременецький          | 1921            | 517                    | 26,9 %              | 1377            | 71,7 %       | 27              | 1,4 %        |
| мст. | Птича                | Дубенський            | 926             | 897                    | 96,9 %              |                 | [ 16 ]       | 29              | 3,1 %        |
| мст. | Пулини               | Житомирський          | 2736            | 1055                   | 38,6 %              | 1168            | 42,7 %       | 513             | 18,8 %       |
| мст. | П'ятка               | Житомирський          | 2703            | 1842                   | 68,1 %              | 836             | 30,9 %       | 25              | 0,9 %        |
| мст. | Радивилів            | Кременецький          | 7313            | 2627                   | 35,9 %              | 4322            | 59,1 %       | 364             | 5,0 %        |
| мст. | Райгородок           | Житомирський          | 2058            | 816                    | 39,7 %              | 946             | 46,0 %       | 296             | 14,4 %       |
| мст. | Ратне                | Ковельський           | 3089            | 855                    | 27,7 %              | 2219            | 71,8 %       | 15              | 0,5 %        |
| мст. | Рафалівка            | Луцький               | 2038            | 979                    | 48,0 %              | 1054            | 51,7 %       | 5               | 0,2 %        |
| м.   | Рівне                | Рівненський           | 24573           | 8367                   | 34,0 %              | 13780           | 56,1 %       | 2426            | 9,9 %        |
| мст. | Рогачів              | Новоград-Волинський   | 1381            |                        | [ 16 ]              | 1303            | 94,4 %       | 78              | 5,6 %        |
| мст. | Рожище               | Луцький               | 3830            |                        | [ 16 ]              | 3169            | 82,7 %       | 661             | 17,3 %       |
| мст. | Романів              | Новоград-Волинський   | 5645            | 2595                   | 46,0 %              | 2599            | 46,0 %       | 451             | 8,0 %        |
| мст. | Свинюхи              | Володимир-Волинський  | 1780            | 1125                   | 63,2 %              | 629             | 35,3 %       | 26              | 1,5 %        |
| мст. | Славута              | Заславський           | 8454            | 2336                   | 27,6 %              | 4891            | 57,9 %       | 1227            | 14,5 %       |
| мст. | Словечне             | Овруцький             | 1570            | 665                    | 42,4 %              | 885             | 56,4 %       | 20              | 1,3 %        |
| мст. | Сокуль               | Луцький               | 1333            | 817                    | 61,3 %              | 490             | 36,8 %       | 26              | 2,0 %        |
| м.   | Старокостянтинів     | Старокостянтинівський | 16377           | 6054                   | 37,0 %              | 9212            | 56,2 %       | 1111            | 6,8 %        |
| мст. | Старий Тучин         | Рівненський           | 539             | 452                    | 83,9 %              |                 | [ 16 ]       | 87              | 16,1 %       |
| мст. | Степань              | Рівненський           | 5137            | 2742                   | 53,4 %              | 1854            | 36,1 %       | 541             | 10,5 %       |
| мст. | Стобихва             | Ковельський           | 1214            | 722                    | 59,5 %              | 492             | 40,5 %       | 0               |              |
| мст. | Судилків             | Заславський           | 5551            | 2787                   | 50,2 %              | 2712            | 48,9 %       | 52              | 0,9 %        |
| мст. | Теофіполь            | Старокостянтинівський | 4484            | 1372                   | 30,6 %              | 2914            | 65,0 %       | 198             | 4,4 %        |
| мст. | Томашгород           | Рівненський           | 727             | 571                    | 78,5 %              | 150             | 20,6 %       | 6               | 0,8 %        |
| мст. | Торговиця            | Дубенський            | 907             |                        | [ 16 ]              | 891             | 98,2 %       | 16              | 1,8 %        |
| мст. | Торчин               | Луцький               | 4507            | 1715                   | 38,1 %              | 2629            | 58,3 %       | 163             | 3,6 %        |
| мст. | Троянівка            | Луцький               | 1676            | 1350                   | 80,5 %              | 314             | 18,7 %       | 12              | 0,7 %        |
| мст. | Троянів              | Житомирський          | 7224            | 4957                   | 68,6 %              | 1469            | 20,3 %       | 798             | 11,0 %       |
| мст. | Турійськ             | Ковельський           | 2938            | 1166                   | 39,7 %              | 1713            | 58,3 %       | 59              | 2,0 %        |
| мст. | Тучин                | Рівненський           | 3753            | 774                    | 20,6 %              | 2535            | 67,5 %       | 444             | 11,8 %       |
| мст. | Устилуг              | Володимир-Волинський  | 3590            |                        | [ 16 ]              | 3212            | 89,5 %       | 378             | 10,5 %       |
| мст. | Ушомир               | Житомирський          | 2381            | 597                    | 25,1 %              | 1754            | 73,7 %       | 30              | 1,3 %        |
| мст. | Чорторийськ          | Луцький               | 2776            | 1946                   | 70,1 %              | 822             | 29,6 %       | 8               | 0,3 %        |
| мст. | Нова Чортория        | Новоград-Волинський   | 1872            | 1368                   | 73,1 %              | 502             | 26,8 %       | 2               | 0,1 %        |
| мст. | Червоне              | Житомирський          | 2638            | 1703                   | 64,6 %              | 711             | 27,0 %       | 224             | 8,5 %        |
| мст. | Черняхів             | Житомирський          | 3878            | 2035                   | 52,5 %              | 1774            | 45,7 %       | 69              | 1,8 %        |
| мст. | Чуднів               | Житомирський          | 5580            | 769                    | 13,8 %              | 4491            | 80,5 %       | 320             | 5,7 %        |
| мст. | Чуднів Новий         | Житомирський          | 1852            | 1670                   | 90,2 %              |                 | [ 16 ]       | 182             | 9,8 %        |
| мст. | Шумськ               | Кременецький          | 2258            |                        | [ 16 ]              | 1962            | 86,9 %       | 296             | 13,1 %       |
| мст. | Шепетівка            | Заславський           | 8033            | 2205                   | 27,4 %              | 3880            | 48,3 %       | 1948            | 24,2 %       |
| мст. | Ямпіль               | Кременецький          | 2564            | 967                    | 37,7 %              | 1482            | 57,8 %       | 115             | 4,5 %        |
| мст. | Янушпіль             | Житомирський          | 5085            | 2828                   | 55,6 %              | 1251            | 24,6 %       | 1006            | 19,8 %       |

## Суспільні стани
Більшість населення Волинської губернії, як і всіх інших губерній Російської імперії, належала до непревілейовних селянських та міщанських станів, на які припадало 3/4 та 1/5 населення відповідно. До превілейованих станів, які концентрувалися переважно у губернському та повітових центрах, належало 2,39 % населення губернії. Волинська губернія мала одну з найвищих у імперії частку іноземців серед населення — понад 1 % (понад 30 тис.). Це були переважно громадяни Австро-Угорщини та Німеччини.
| Становий склад, 1897 р.     | Становий склад, 1897 р.     | Становий склад, 1897 р. | Становий склад, 1897 р. | Становий склад, 1897 р. |
| --------------------------- | --------------------------- | ----------------------- | ----------------------- | ----------------------- |
| суспільний стан             |                             |                         | відсоток                |                         |
| спадкові дворяни            | спадкові дворяни            |                         | 1.16%                   | 1.16%                   |
| дворяни особисті, чиновники | дворяни особисті, чиновники |                         | 0.41%                   | 0.41%                   |
| християнське духовенство    | християнське духовенство    |                         | 0.50%                   | 0.50%                   |
| почесні громадяни           | почесні громадяни           |                         | 0.19%                   | 0.19%                   |
| купці                       | купці                       |                         | 0.13%                   | 0.13%                   |
| міщани                      | міщани                      |                         | 21.42%                  | 21.42%                  |
| селяни                      | селяни                      |                         | 74.96%                  | 74.96%                  |
| військові козаки            | військові козаки            |                         | 0.06%                   | 0.06%                   |
| іноземні піддані            | іноземні піддані            |                         | 1.01%                   | 1.01%                   |
| інші                        | інші                        |                         | 0.16%                   | 0.16%                   |

| Становий склад, 1911 р.     | Становий склад, 1911 р.     | Становий склад, 1911 р. | Становий склад, 1911 р. | Становий склад, 1911 р. |
| --------------------------- | --------------------------- | ----------------------- | ----------------------- | ----------------------- |
| суспільний стан             |                             |                         | відсоток                |                         |
| спадкові дворяни            | спадкові дворяни            |                         | 0.85%                   | 0.85%                   |
| дворяни особисті, чиновники | дворяни особисті, чиновники |                         | 0.40%                   | 0.40%                   |
| християнське духовенство    | християнське духовенство    |                         | 0.40%                   | 0.40%                   |
| почесні громадяни           | почесні громадяни           |                         | 0.42%                   | 0.42%                   |
| купці                       | купці                       |                         | 0.16%                   | 0.16%                   |
| міщани                      | міщани                      |                         | 20.93%                  | 20.93%                  |
| селяни                      | селяни                      |                         | 75.85%                  | 75.85%                  |
| іноземні піддані            | іноземні піддані            |                         | 0.59%                   | 0.59%                   |
| інші                        | інші                        |                         | 0.40%                   | 0.40%                   |

Серед спадкового дворянства найчисельнішими були польськомовні (49,5 %), які переважали у всіх повітах губернії за винятком Овруцького та Новоград-Волинського, де проживала україномовна околична шляхта. Серед особистих дворян та чиновників переважали російськомовні (56,7 %), серед купецтва та міщанства — єврейськомовні (85,6 % та 60,2 % відповідно), серед селянства — україномовні (86,5 %). Серед іноземців, більшість з яких були вихідцями з Австро-Угорщини та Німеччини, переважали поляки (43,4 %) та німці (35,3 %), значну частину становили також українці і чехи.
|                             | чисельність | українська | єврейська | польська | німецька | російська | чеська | інша  |
| --------------------------- | ----------- | ---------- | --------- | -------- | -------- | --------- | ------ | ----- |
| дворяни спадкові            | 34 682      | 26,4 %     | 0,03 %    | 49,5 %   | 0,5 %    | 22,9 %    | 0,1 %  | 0,6 % |
| дворяни особисті, чиновники | 12 342      | 13,7 %     | 1,3 %     | 26,1 %   | 1,4 %    | 56,7 %    | 0,1 %  | 0,6 % |
| християнське духовенство    | 14 955      | 51,0 %     |           | 1,1 %    | 0,2 %    | 47,5 %    | 0,1 %  | 0,1 % |
| почесні громадяни           | 5 739       | 44,5 %     | 4,9 %     | 4,6 %    | 1,1 %    | 44,1 %    | 0,1 %  | 0,7 % |
| купці                       | 3 883       | 1,4 %      | 85,6 %    | 1,5 %    | 2,0 %    | 8,2 %     | 0,9 %  | 0,5 % |
| міщани                      | 640 210     | 20,3 %     | 60,2 %    | 7,6 %    | 7,7 %    | 3,8 %     | 0,2 %  | 0,1 % |
| селяни                      | 2 241 062   | 86,5 %     | 0,2 %     | 4,5 %    | 4,9 %    | 2,3 %     | 1,1 %  | 0,4 % |
| військові козаки            | 1 645       | 4,0 %      |           | 0,1 %    |          | 95,9 %    |        | 0,1 % |
| іноземні піддані            | 30 112      | 11,1 %     | 0,7 %     | 43,4 %   | 35,3 %   | 1,5 %     | 7,1 %  | 0,9 % |
| інші                        | 4 852       | 40,6 %     | 4,1 %     | 15,3 %   | 19,9 %   | 18,4 %    | 0,9 %  | 0,6 % |
| все населення               | 2 989 482   | 70,1 %     | 13,2 %    | 6,2 %    | 5,7 %    | 3,5 %     | 0,9 %  | 0,4 % |

Серед різних мовних та релігійних груп спостерігалися значні відмінності у становому складі. Так, селянами були 92,5 % українців, 87,8 % чехів та лише 1,5 % євреїв. Міщанами були 97,7 %% єврейськомовних та лише 3,9 % чеськомовних. Найвища питома вага дворян була зафіксована серед поляків — майже кожен десятий польськомовний мешканець губернії належав до стану спадкових дворян. Найвищий відсоток особистих дворян та чиновників (6,7 %) було зафіксовано серед росіян губернії, тоді як серед українців, євреїв, німців та чехів ними були 0,1 % і менше населення.
|            | чисельність | дворяни спадкові | дворяни особисті, чиновники | християнське духовенство | почесні громадяни | купці  | міщани | селяни | військові козаки | іноземні піддані | інші  |
| ---------- | ----------- | ---------------- | --------------------------- | ------------------------ | ----------------- | ------ | ------ | ------ | ---------------- | ---------------- | ----- |
| українська | 2 095 579   | 0,4 %            | 0,1 %                       | 0,4 %                    | 0,1 %             |        | 6,2 %  | 92,5 % |                  | 0,2 %            | 0,1 % |
| єврейська  | 394 774     |                  |                             |                          | 0,1 %             | 0,8 %  | 97,7 % | 1,3 %  |                  | 0,1 %            | 0,1 % |
| польська   | 184 161     | 9,3 %            | 1,8 %                       | 0,1 %                    | 0,1 %             | 0,03 % | 26,5 % | 54,7 % |                  | 7,1 %            | 0,4 % |
| німецька   | 171 331     | 0,1 %            | 0,1 %                       |                          |                   |        | 28,9 % | 64,0 % |                  | 6,2 %            | 0,6 % |
| російська  | 104 889     | 7,6 %            | 6,7 %                       | 6,8 %                    | 2,4 %             | 0,3 %  | 23,5 % | 50,0 % | 1,5 %            | 0,4 %            | 0,9 % |
| чеська     | 27 670      | 0,1 %            | 0,1 %                       | 0,1 %                    |                   | 0,1 %  | 3,9 %  | 87,8 % |                  | 7,8 %            | 0,2 % |
| інша       | 11 078      | 1,9 %            | 0,6 %                       | 0,2 %                    | 0,4 %             | 0,2 %  | 6,6 %  | 87,5 % |                  | 2,4 %            | 0,3 % |

## Міста

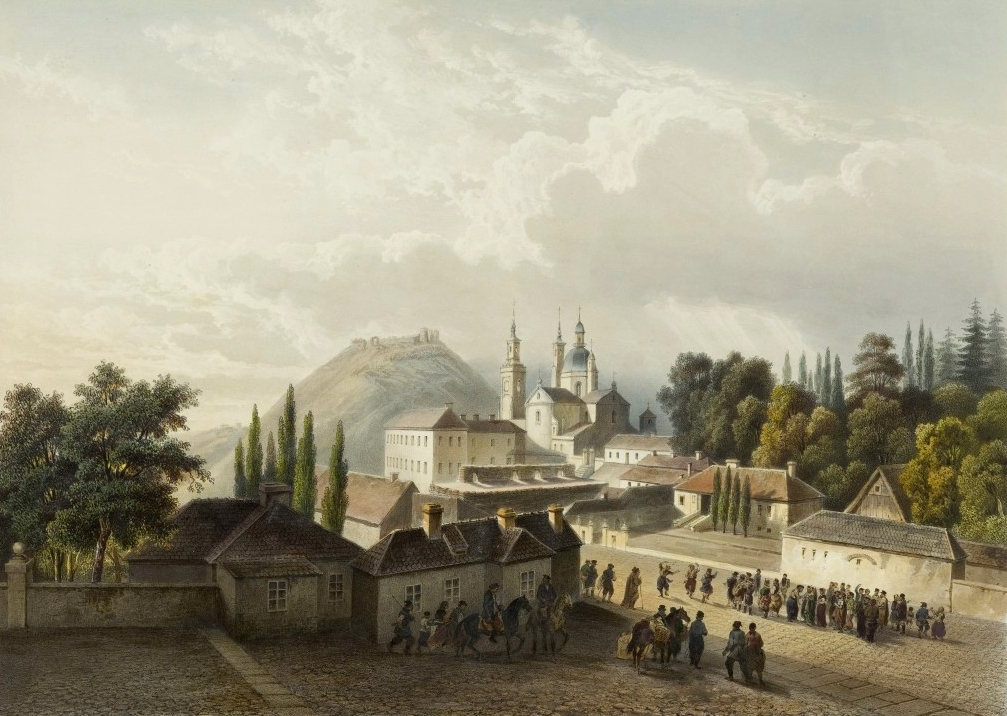
Кременець, 1 пол. XIX ст.

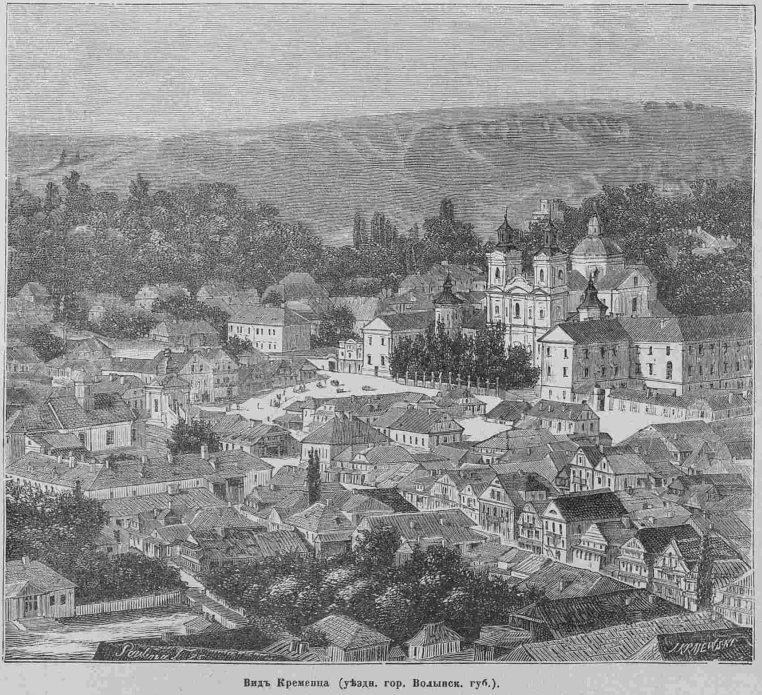
Вид на місто Кременець, 2 пол. XIX ст.

Губернія відносилася до числа слабоурбанізованих. За переписом 1897 р. налічувалося 12 міст, у яких проживало 233 847 осіб, або 7,8 % населення губернії. Найбільшим містом був губернський центр Житомир з 65,9 тис. мешканців, де зосереджувалося майже 30 % міського населення губернії.
Станом на 1911 р. у губернії налічувалося вже 13 міст (у 1903 році до категорії заштатних міст було віднесено Здолбунів), у яких проживало 333 651 осіб (8,9 % населення). Найбільшим залишався Житомир, де проживало 87,7 тис. жителів (23,3 % міського населення губернії). Внаслідок повільного розвитку промисловості та високого природного приросту сільського населення, рівень урбанізації у губернії зростав дуже повільно (1858 р. — 7,1 %, 1897 р. — 7,8 %, 1911 р. — 8,9 %).
Населення міст Волинської губернії за результатами ревізій та переписів:
|    | місто                | ревізія 1858 | ревізія 1867 | перепис 1897 | перепис 1911 |
| -- | -------------------- | ------------ | ------------ | ------------ | ------------ |
| 1  | Житомир              | 33 717       | 37 640       | 65 895       | 87 650       |
| 2  | Рівне                | 5 054        |              | 24 573       | 33 722       |
| 3  | Ковель               | 3 646        |              | 17 697       | 28 912       |
| 4  | Луцьк                | 6 362        | 10 656       | 15 804       | 28 141       |
| 5  | Дубно                | 8 222        |              | 14 257       | 22 748       |
| 6  | Кременець            | 10 486       | 10 968       | 17 704       | 21 871       |
| 7  | Новоград-Волинський  | 6 561        |              | 16 904       | 21 173       |
| 8  | Старокостянтинів     | 10 113       |              | 16 377       | 20 344       |
| 9  | Острог               | 7 645        |              | 14 749       | 17 560       |
| 10 | Володимир-Волинський | 5 306        |              | 9 883        | 15 720       |
| 11 | Заслав               | 8 622        |              | 12 611       | 14 593       |
| 12 | Овруч                | 4 511        |              | 7 393        | 10 830       |

### Етномовний склад міст

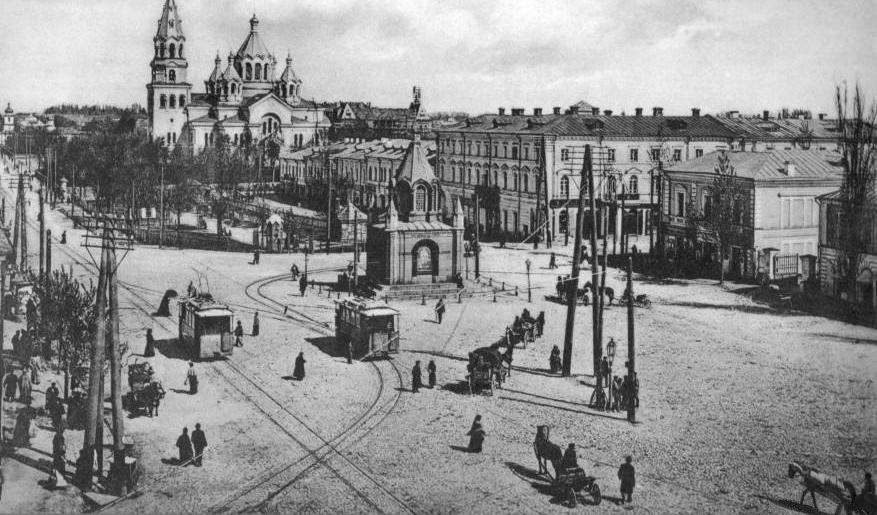
Соборна площа у Житомирі, кін. XIX ст.

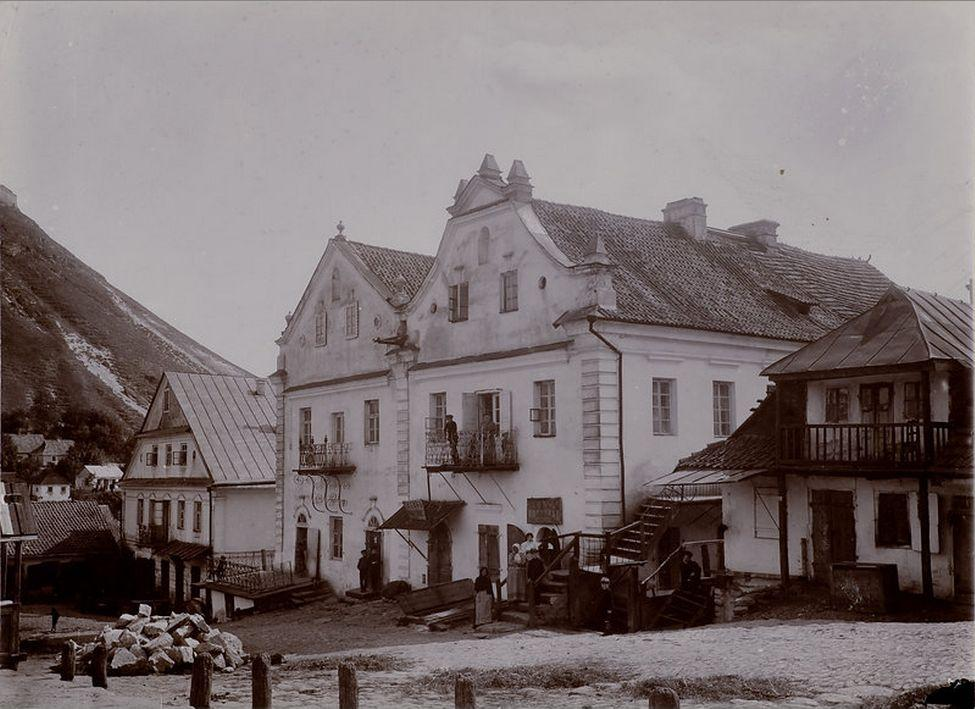
Вулиця у Кременці, кін. XIX ст.

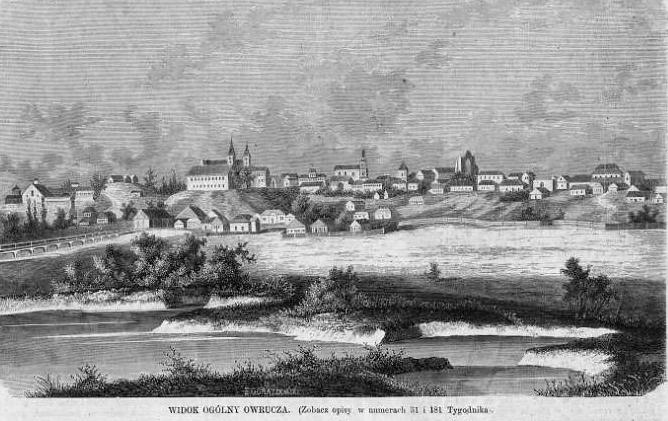
Вид на місто Овруч, поч. 1870-х

Серед населення міст Волинської губернії найчисельнішою групою населення були євреї. За переписом 1897 р. на єврейськомовних припадало 50,8 % населення, що у 2,6 і 2,7 рази більше ніж на україномовних та російськомовних відповідно. З врахуванням перебування у містах губернії значної кількості військових, переважно росіян та українців, серед чоловічого населення євреї становили тільки 45,1 %, тоді як серед жіночого населення — 57,6 %.
Урбанізація основних мовних груп Волинської губернії за даними перепису 1897 р.
|                    | чисельність у містах | рівень урбанізації |
| російськомовні     | 44 351               | 42,3 %             |
| єврейськомовні     | 118 727              | 30,1 %             |
| польськомовні      | 17 834               | 9,7 %              |
| чеськомовні        | 962                  | 3,5 %              |
| українськомовні    | 46 060               | 2,2 %              |
| німецькомовні      | 2 009                | 1,2 %              |
| Волинська губернія | 233 847              | 7,8 %              |

Найвищим відсотком євреїв за переписом 1897 р. відзначалися міста Острог (62,3 %, серед жінок — 70,5 %), Луцьк (59,5 %, серед жінок 72,4 %), Володимир-Волинський (59,1 %, серед жінок — 66,4 %). Українці (українськомовні) найширше були представлені серед населення Кременця (47,0 %), який був єдиним містом губернії з неєврейською більшістю, та Овруча (42,5 %), де українців та євреїв було приблизно порівну. Росіяни (російськомовні) концентрувалися у губернському центрі (25,7 %) та містах зі значною присутністю військових: Ковелі (25,7 %, серед чоловіків — 33,3 %, серед жінок — 18,9 %), Дубному (20,8 %, серед чоловіків — 27,4 %, серед жінок — 10,2 %). Польськомовне населення зосереджувалися у Житомирі (11,3 %), у інших містах їх частка коливалася від 2,1 % у Овручі до 9,3 % у Ковелі.
| місто                | українська | російська | єврейська | польська | німецька | інша  |
| -------------------- | ---------- | --------- | --------- | -------- | -------- | ----- |
| Житомир              | 13,9 %     | 25,7 %    | 46,4 %    | 11,3 %   | 1,0 %    | 1,7 % |
| Володимир-Волинський | 13,8 %     | 17,6 %    | 59,1 %    | 7,9 %    | 1,0 %    | 0,6 % |
| Дубно                | 17,4 %     | 20,8 %    | 49,8 %    | 6,4 %    | 0,7 %    | 4,9 % |
| Заслав               | 31,6 %     | 13,7 %    | 47,5 %    | 5,4 %    | 0,2 %    | 1,6 % |
| Ковель               | 11,8 %     | 27,3 %    | 48,0 %    | 9,3 %    | 1,1 %    | 2,5 % |
| Кременець            | 47,0 %     | 10,5 %    | 36,6 %    | 3,9 %    | 0,2 %    | 1,8 % |
| Луцьк                | 9,4 %      | 17,0 %    | 59,5 %    | 7,8 %    | 1,3 %    | 5,0 % |
| Новоград-Волинський  | 15,7 %     | 17,4 %    | 55,4 %    | 7,6 %    | 2,0 %    | 1,9 % |
| Овруч                | 42,2 %     | 8,8 %     | 46,5 %    | 2,1 %    |          | 0,4 % |
| Острог               | 16,6 %     | 14,9 %    | 62,3 %    | 3,7 %    | 0,4 %    | 2,1 % |
| Рівне                | 16,6 %     | 17,4 %    | 55,8 %    | 6,8 %    | 1,0 %    | 2,4 % |
| Старокостянтинів     | 29,8 %     | 8,6 %     | 56,0 %    | 4,7 %    | 0,1 %    | 0,8 % |
| міста губернії       | 19,7 %     | 19,0 %    | 50,8 %    | 7,6 %    | 0,9 %    | 2,0 % |

| місто                | українці | росіяни | євреї  | поляки | німці | інші   |
| -------------------- | -------- | ------- | ------ | ------ | ----- | ------ |
| Житомир              | 26,5 %   | 12,1 %  | 42,4 % | 17,0 % | 1,1 % | 0,9 %  |
| Володимир-Волинський | 42,0 %   | 0,0 %   | 44,9 % | 12,1 % | 0,8 % | 0,2 %  |
| Дубно                | 29,5 %   | 5,0 %   | 46,8 % | 14,8 % | 1,0 % | 2,9 %  |
| Заслав               | 48,6 %   | 0,0 %   | 43,0 % | 8,2 %  | 0,1 % | 0,1 %  |
| Ковель               | 44,7 %   | 0,1 %   | 42,8 % | 11,4 % | 0,4 % | 0,6 %  |
| Кременець            | 48,8 %   | 0,0 %   | 39,4 % | 10,9 % | 0,1 % | 0,8 %  |
| Луцьк                | 8,1 %    | 0,1 %   | 85,0 % | 5,6 %  | 0,6 % | 0,6 %  |
| Новоград-Волинський  | 30,4 %   | 1,2 %   | 52,3 % | 12,6 % | 3,2 % | 0,3 %  |
| Овруч                | 69,8 %   | 0,2 %   | 28,0 % | 1,8 %  | 0,2 % | 0,0 %  |
| Острог               | 30,4 %   | 0,2 %   | 59,3 % | 9,8 %  | 0,0 % | 0,3 %  |
| Здолбунів            | 42,9 %   | 4,2 %   | 12,5 % | 18,7 % | 2,1 % | 19,6 % |
| Рівне                | 30,7 %   | 0,2 %   | 56,8 % | 8,0 %  | 2,8 % | 1,5 %  |
| Старокостянтинів     | 36,2 %   | 0,0 %   | 57,9 % | 5,8 %  | 0,0 % | 0,1 %  |
| міста губернії       | 33,3 %   | 3,8 %   | 48,8 % | 11,7 % | 1,0 % | 1,4 %  |